# 訃報 2022年12月
訃報 2022年12月（ふほう 2022ねん12がつ）では、2022年12月に物故した、または物故が報じられた人物についてまとめる。

## 1日 - 15日

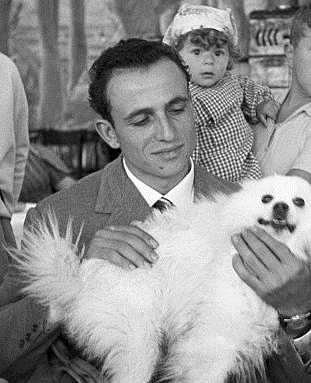
エルコーレ・バルディーニ／12月1日没

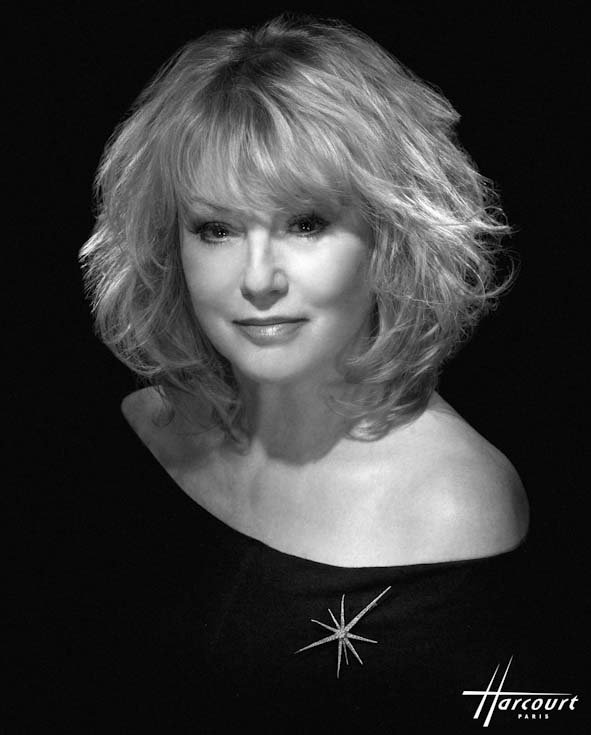
ミレーヌ・ドモンジョ／12月1日没

ゲイロード・ペリー／12月1日没

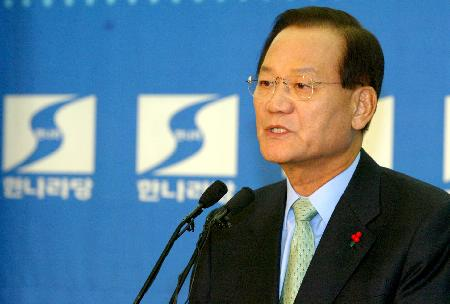
崔秉烈／12月2日没

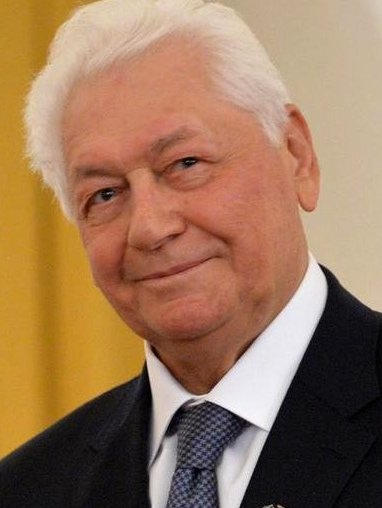
マゴメダリ・マゴメードフ／12月4日没

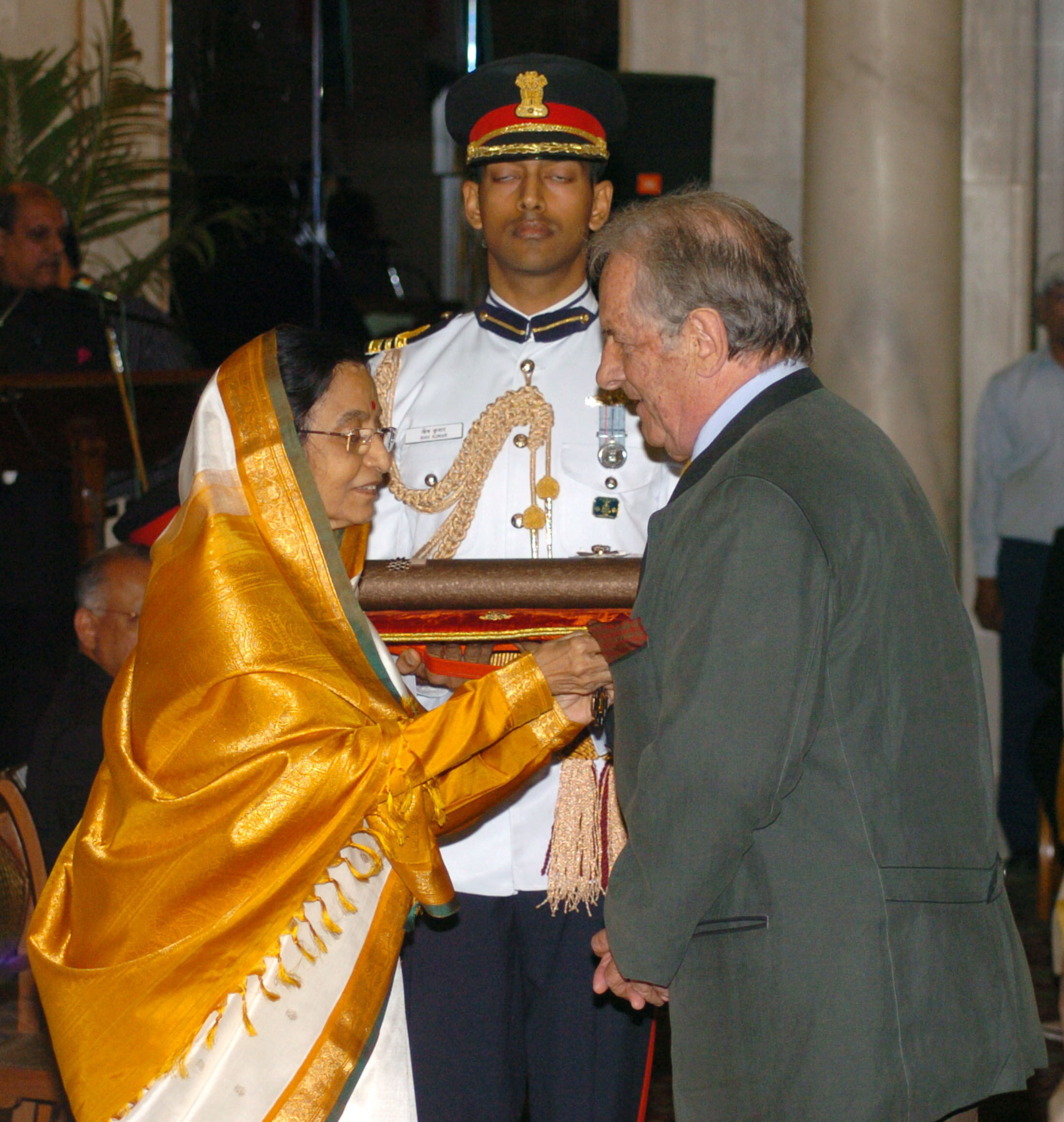
ドミニク・ラピエール（右）／12月4日没

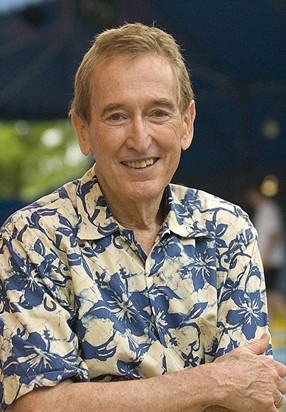
ボブ・マグラス／12月4日没

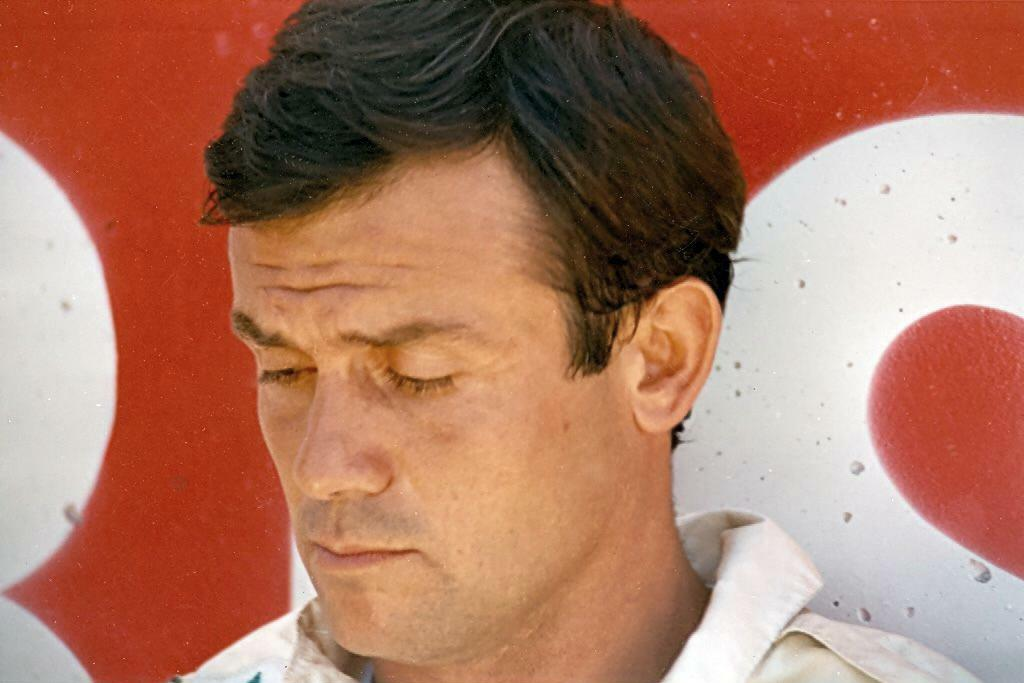
パトリック・タンベイ／12月4日没

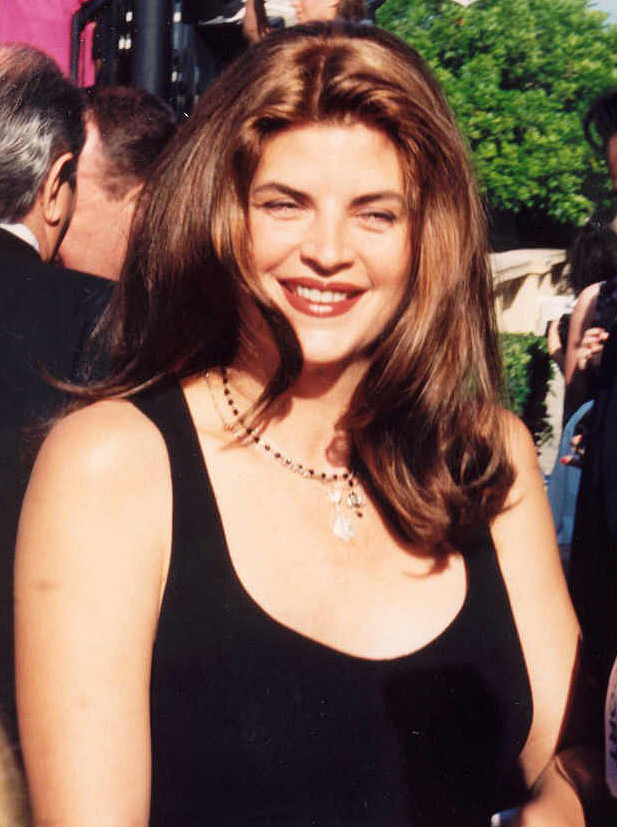
カースティ・アレイ／12月5日没

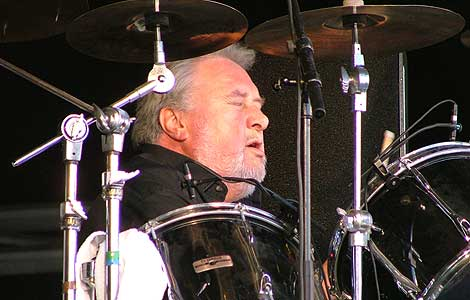
ジェット・ブラック／12月6日没

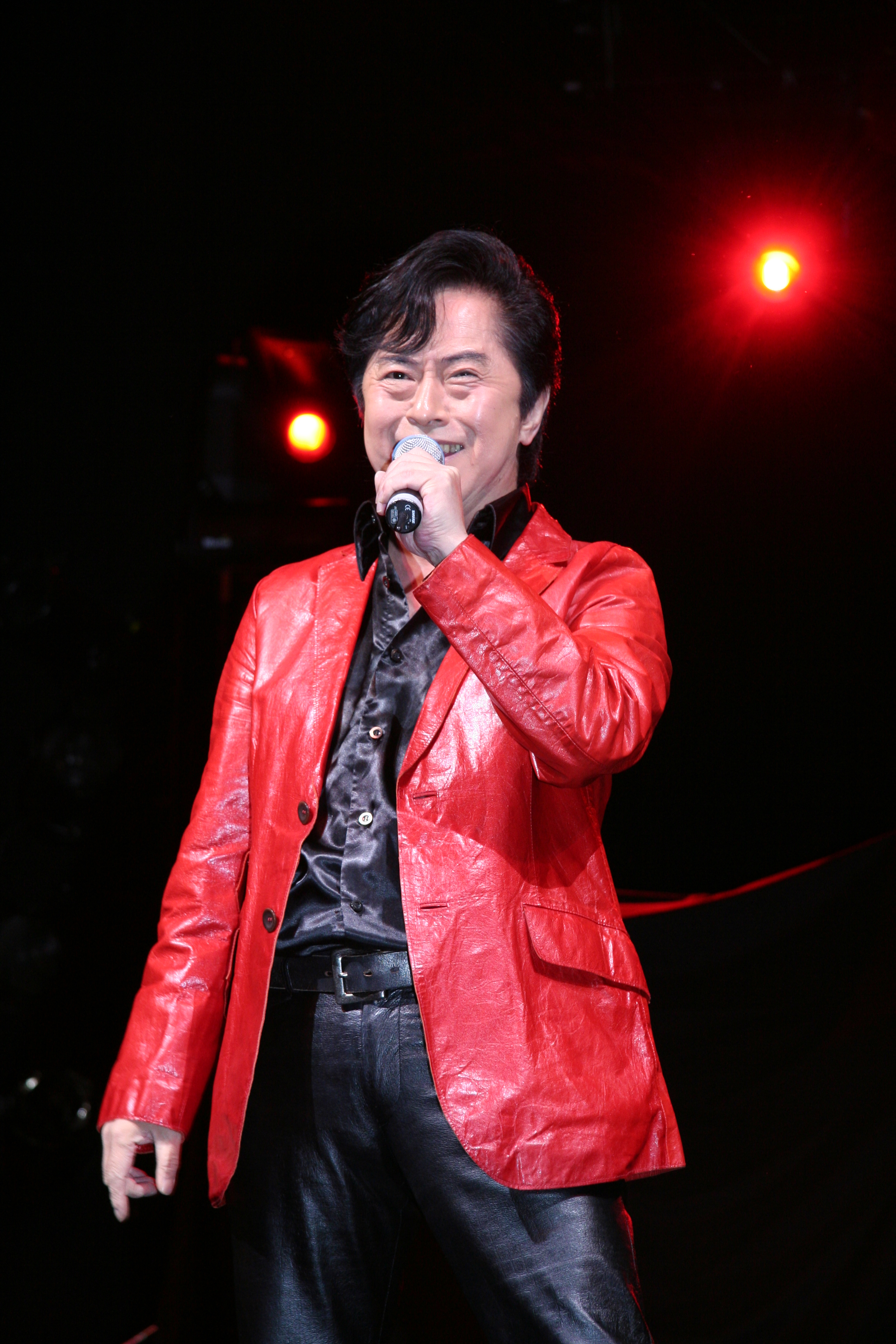
水木一郎／12月6日没

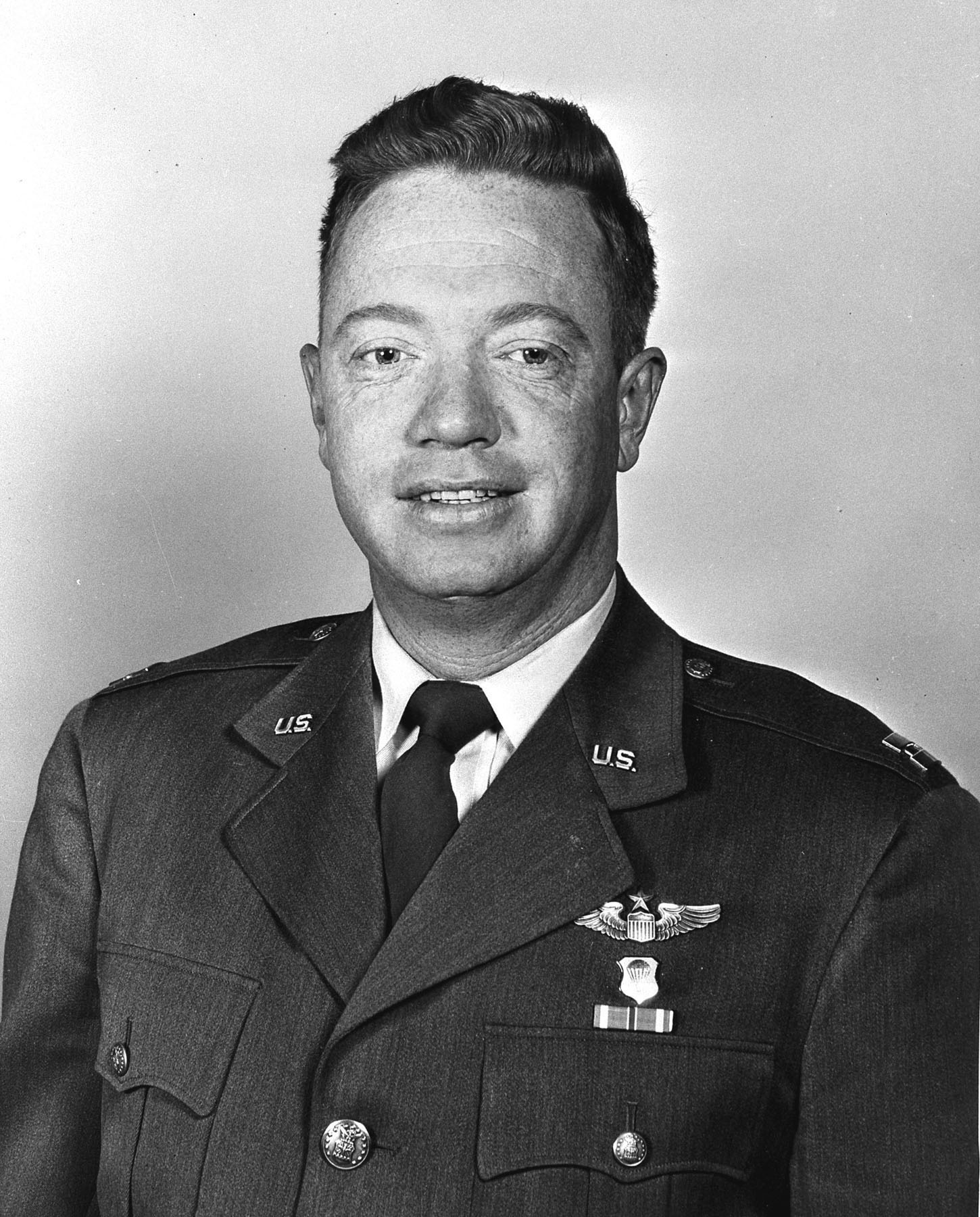
ジョゼフ・キッティンジャー／12月9日没

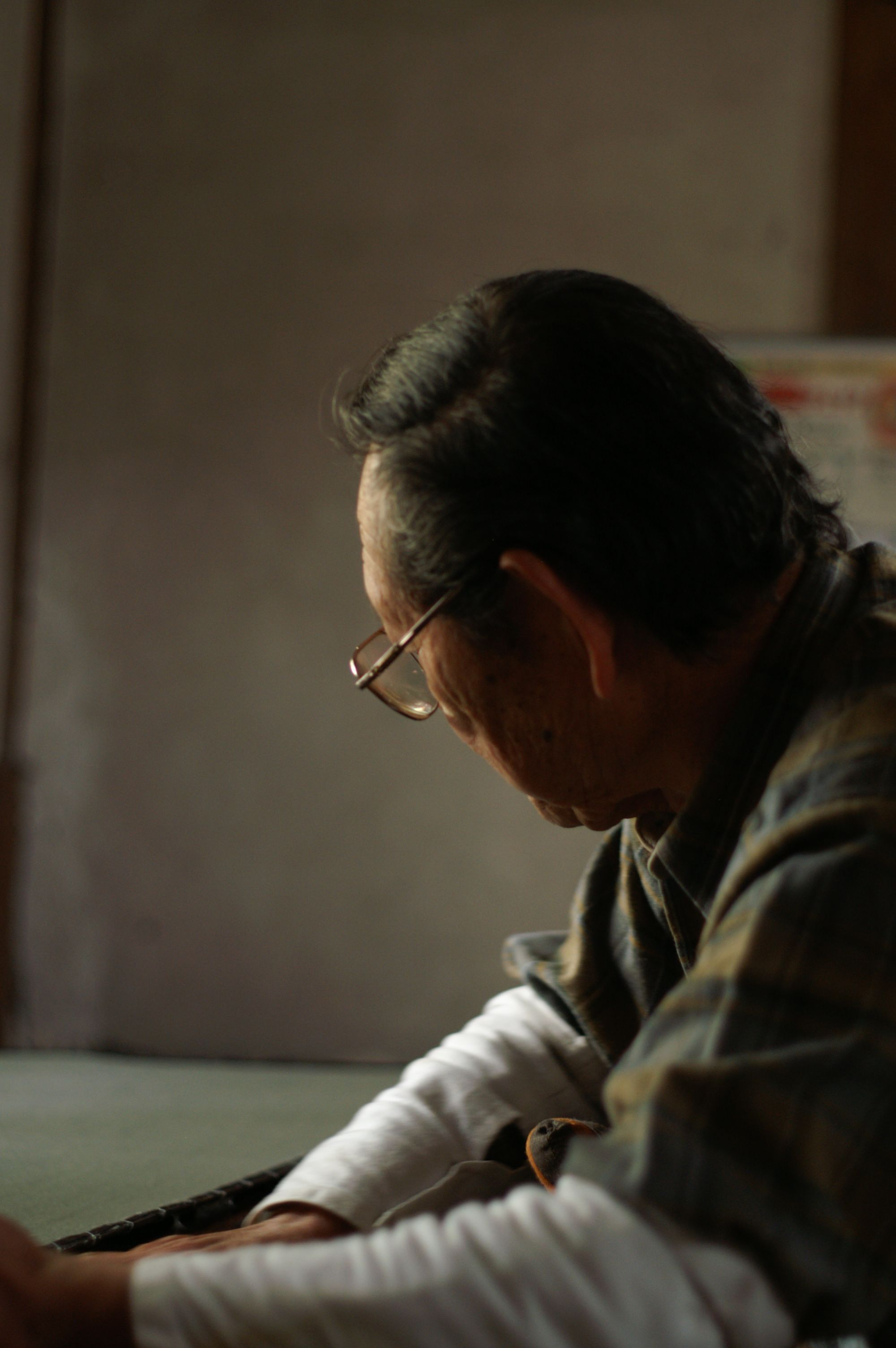
谷野武信／12月9日没

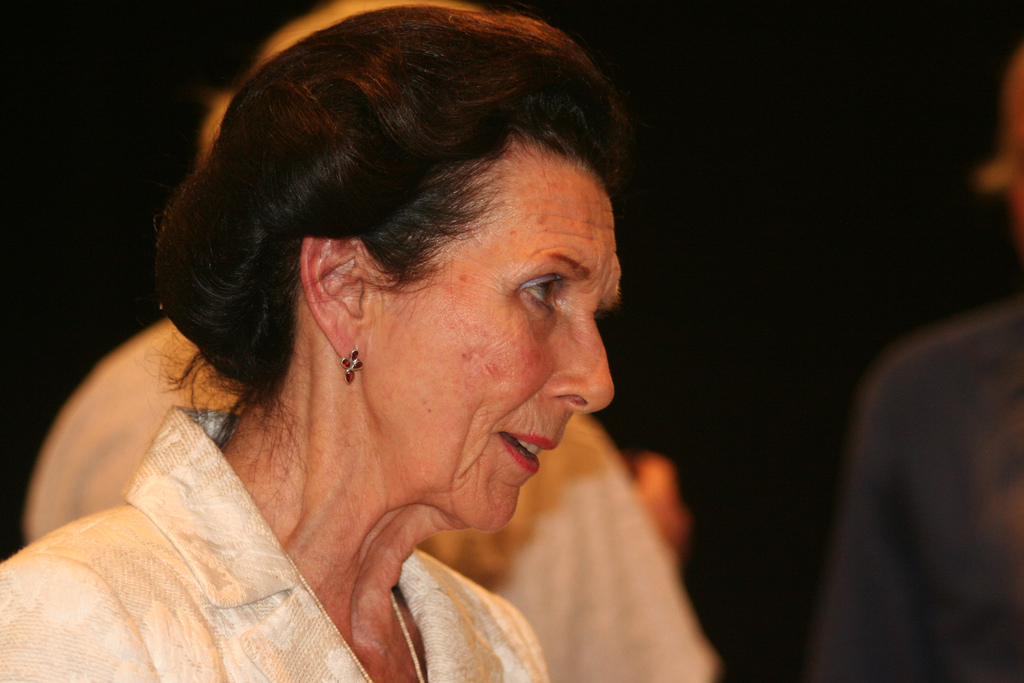
ベリル・グレイ／12月10日没

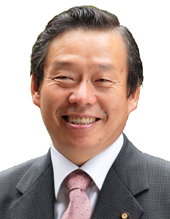
山根隆治／12月10日没

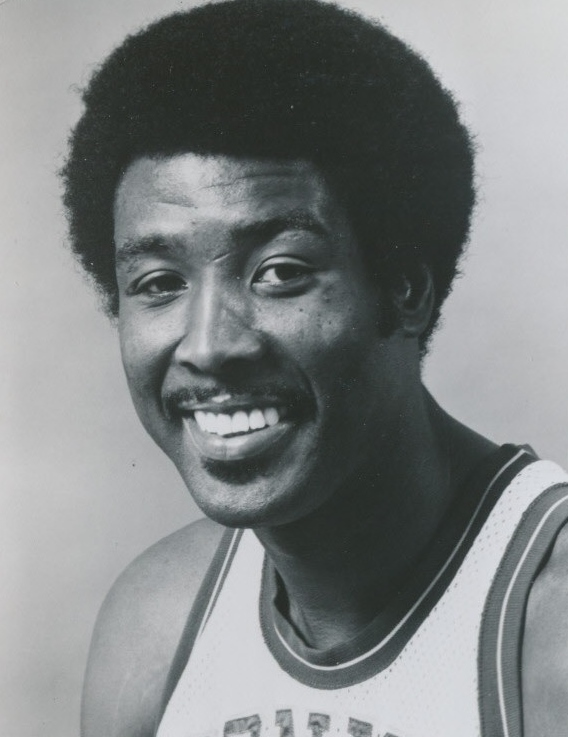
ポール・サイラス／12月11日没

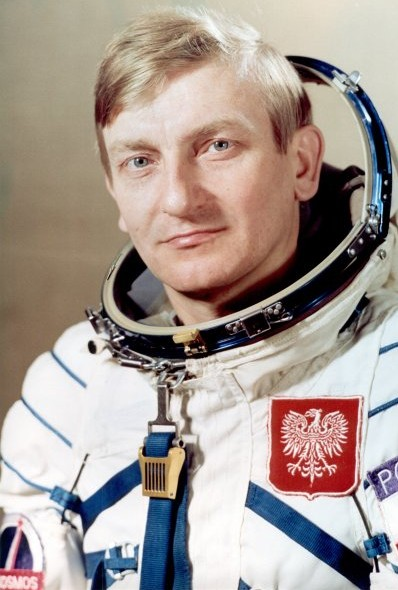
ミロスワフ・ヘルマシェフスキ／12月12日没

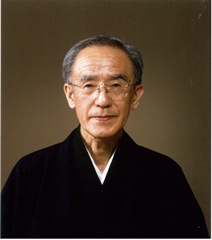
常磐津英寿／12月15日没

- 12月1日 -  陸柱國（中国語版）、中華人民共和国の映画脚本家、作家（* 1928年）[1]
- 12月1日 - 森寿男、日本のトランペット奏者・ジャズミュージシャン、ビッグバンド「森寿男とブルーコーツオーケストラ」リーダー（* 1932年）[2]
- 12月1日 - エルコーレ・バルディーニ、イタリアの元自転車競技選手、1956年メルボルンオリンピック個人ロードレース金メダリスト（* 1933年）[3]
- 12月1日 - ミレーヌ・ドモンジョ、フランスの女優（* 1935年）[4]
- 12月1日 - 近藤純位、日本の実業家、元コンドーテック社長（* 1935年?）[5]
- 12月1日 - 松田龍子、日本の書家（* 1935年?）[6]
- 12月1日 - ゲイロード・ペリー、アメリカ合衆国の元MLB選手、野球殿堂【サンフランシスコ・ジャイアンツなどに所属】（* 1938年）[7]
- 12月1日 - 岳宏一郎、日本の歴史小説作家（* 1938年）[8]
- 12月1日 - ジュリア・ライカート（英語版）、アメリカ合衆国のドキュメンタリー映画監督（* 1946年）[9]
- 12月2日 - 来嶋靖生、日本の歌人（* 1931年）[10]
- 12月2日 - 藤岡俊夫、日本の実業家、元祥伝社社長（* 1931年?）[11]
- 12月2日 - 星野昌子、日本のNGO活動家、日本国際ボランティアセンター特別顧問（* 1932年）[12]
- 12月2日 - 西村嘉郎、日本のテレビプロデューサー、元朝日放送（現朝日放送テレビ）社長（* 1937年）[13]
- 12月2日 - 崔秉烈、大韓民国の政治家、第29代ソウル特別市長、国会議員、元ハンナラ党代表（* 1938年）[14]
- 12月2日 - アル・ストロベル（英語版）、アメリカ合衆国の俳優（* 1939年）[15]
- 12月2日 - 菊川凱夫、日本の元サッカー選手・指導者、元アビスパ福岡監督（* 1944年）[16]
- 12月2日 - ゲイリー・フリードキン、アメリカ合衆国の俳優（* 1952年）[17]
- 12月2日 - ヨム・ドンホン（朝鮮語版）、韓国の俳優（* 1968年）[18]
- 12月2日 - 福村景樹、Fリーグ前COO（最高執行責任者）（* 1951年）[19]
- 12月3日 - 無敵剛介、日本の麻酔学者、久留米大学名誉教授（* 1929年）[20]
- 12月3日 - 坂本博士、日本の声楽家（* 1932年）[21]
- 12月3日 - 外山浩爾、日本の合唱指揮者、声楽家（* 1932年）[22]
- 12月3日 - ヴラディーミル・コジュハーリ、ウクライナの指揮者（* 1941年）[23]
- 12月3日 - アルザン・ザルムカメドフ（英語版）、カザフスタンの元バスケットボール選手・指導者、1972年ミュンヘンオリンピック金メダリスト【旧ソビエト連邦代表】（* 1944年）[24]
- 12月3日 - 南裕、日本の催眠術師、催眠心理療法士（* 1963年）[25]
- 12月3日 - アーシュラ・ヘイデン（英語版）、アメリカ合衆国の元女子プロレスラー、女優（* 1966年）[26]
- 12月4日 - マゴメダリ・マゴメードフ、ロシア連邦・ダゲスタン共和国の政治家、初代ダゲスタン共和国最高会議議長・共和国国家会議議長、元自治共和国最高会議幹部会議長（* 1930年）[27]
- 12月4日 - ドミニク・ラピエール、フランスのジャーナリスト、ノンフィクション作家（* 1931年）[28]
- 12月4日 - ニック・ボロテリー（英語版）、アメリカ合衆国のテニス指導者、国際テニス殿堂（* 1931年）[29]
- 12月4日 - ボブ・マグラス、アメリカ合衆国の俳優（* 1932年）[30]
- 12月4日 - 岸本健、日本のスポーツ写真家、写真家集団「フォート・キシモト」設立者（* 1938年）[31]
- 12月4日 - パトリック・タンベイ、フランスの元レーシングドライバー（* 1949年）[32]
- 12月4日 - マニュエル・ゲッチング、ドイツのミュージシャン、元アシュ・ラ・テンペルメンバー（* 1952年）[33]
- 12月5日 - ジム・スチュワート（英語版）、アメリカ合衆国のレコードレーベル経営者、音楽プロデューサー、スタックス・レコード共同創業者、ロックンロール殿堂（* 1930年）[34]
- 12月5日 - ロナルド・ベイティア、キューバの柔道家（* 1947年）[35]
- 12月5日 - カースティ・アレイ、アメリカ合衆国の女優（* 1951年）[36]
- 12月5日 - 畠山佳久、日本の実業家、野球用品メーカーハタケヤマ取締役会長（* 1954年）[37]
- 12月6日 - 久保木哲夫、日本の国文学者、都留文科大学名誉教授（* 1931年）[38]
- 12月6日 - ミルズ・レーン（英語版）、アメリカ合衆国のボクシングレフェリー（* 1937年）[39]
- 12月6日 - ジェット・ブラック、アメリカ合衆国のドラマー、ストラングラーズメンバー（* 1938年）[40]
- 12月6日 - 玉崎孫治、日本の英語学者、南山大学名誉教授（* 1939年）[41]
- 12月6日 - 水木一郎、日本の歌手、作詞家、作曲家、声優、タレント、ナレーター（* 1948年）[42]
- 12月6日 - アドルファス・シュレジェヴィチュス（英語版）、リトアニアの政治家、第6代共和国首相（* 1948年）[43]
- 12月6日 - 山田兼士、日本の仏文学者、評論家、詩人（* 1953年）[44]
- 12月7日 - ハリー・イー（英語版）、アメリカ合衆国のバーテンダー、カクテル「ブルー・ハワイ」考案者（* 1918年）[45]
- 12月7日 - ジョニー・ジョンソン（英語版）、イギリスの元軍人、空軍大尉、チャスタイズ作戦に参加した第617中隊最後の生存者（* 1921年）[46]
- 12月7日 - 谷津義雄、日本の実業家、元今仙電機製作所社長（* 1927年?）[47]
- 12月7日 - 岡田昌己、日本のフラメンコ舞踊家（* 1940年?）[48]
- 12月7日 - ロディ・ジョンソン（英語版）、アメリカ合衆国のロックンロール／ロカビリーミュージシャン（* 1942年）[49]
- 12月8日 - 吉田喜重、日本の映画監督、小説家（* 1933年）[50]
- 12月8日 - 村井保雄、日本のアマチュア野球選手・指導者、元興國高等学校野球部監督（* 1934年）[51]
- 12月8日 - 沖浩一、日本のエレクトーン奏者、東京スカパラダイスオーケストラ・沖祐市の実父（* 1940年）[52]
- 12月8日 - 屋良朝光、日本の実業家、屋良闘牛ビデオ社長（* 1945年）[53]
- 12月8日 - 小室正則、日本の元プロサーファー（* 1948年）[54]
- 12月9日 - 島袋宗康、日本の政治家、元参議院議員、元沖縄社会大衆党委員長、元第二院クラブ代表（* 1926年）[55]
- 12月9日 - ジョゼフ・キッティンジャー、アメリカ合衆国の元軍人、パイロット、空軍大佐（* 1928年）[56]
- 12月9日 - ハーバート・ドイチ（英語版）、アメリカ合衆国の作曲家、モーグ・シンセサイザー共同開発者（* 1932年）[57]
- 12月9日 - 岩成達也、日本の詩人（* 1933年）[58]
- 12月9日 - 中村喜久男、日本の実業家、元岡村製作所（現オカムラ）社長（* 1933年）[59]
- 12月9日 - 谷野剛惟、日本の製紙工芸家、人間国宝（* 1935年）[60]
- 12月9日 - 北川建次、日本の地理学者、広島大学名誉教授（* 1935年）[61]
- 12月9日 - 佐藤蛾次郎、日本の俳優（* 1944年）[62]
- 12月9日 - グラント・ウォール（英語版）、アメリカ合衆国のサッカージャーナリスト（* 1974年）[63]
- 12月10日 - ベリル・グレイ、イギリスのバレエダンサー（* 1927年）[64]
- 12月10日 - 山根隆治、日本の政治家、元民主党参議院議員、元外務副大臣（* 1948年）[65]
- 12月10日 - 森田新一郎、日本の政治家、秋田県八峰町長（* 1951年）[66]
- 12月10日 - トレイシー・ヒッチングス（英語版）、イギリスのミュージシャン、元ランドマーク（英語版）メンバー（* 1962年）[67]
- 12月10日 - ハリド・アル＝ミスラム（カタルーニャ語版）、カタールのフォトジャーナリスト（* 1979年）[68]
- 12月11日 - フランシス・ヘッセルバイン（英語版）、アメリカ合衆国の著作家、経営コンサルタント、元ガールスカウトアメリカ連盟（英語版）CEO（* 1915年）[69]
- 12月11日 - アビゲイル・キノイキ・ケカウリケ・カワナナコア（英語版）、ハワイ王国の貴族（カワナナコア家（英語版））、王位請求者（* 1926年）[70]
- 12月11日 - アンジェロ・バダラメンティ、アメリカ合衆国の作曲家（* 1937年）[71]
- 12月11日 - 藤山陽子、日本の女優（* 1941年）[72]
- 12月11日 - ポール・サイラス、アメリカ合衆国の元バスケットボール選手・指導者、元シャーロット・ホーネッツ監督（* 1943年）[73]
- 12月11日 - ヴォルフ・エァルブルッフ、ドイツの児童文学作家、イラストレーター（* 1948年）[74]
- 12月11日 - エフィー・カプサリス、アメリカ合衆国のオープンアクセス提唱者 (* 2022年) [75]
- 12月12日 - クロード・モセ（英語版）、フランスの歴史家（* 1924年）[76]
- 12月12日 - 有馬正高、日本の小児神経学者・医師、国立精神・神経医療研究センター病院名誉院長、東京都立東部療育センター名誉院長、日本重症心身障害学会名誉理事長、日本発達障害学会第4代会長（* 1929年）[77]
- 12月12日 - 篠弘、日本の歌人（* 1933年）[78]
- 12月12日 - 文田哲雄、日本の洋画家、鹿児島県立短期大学名誉教授、鹿児島市立美術館第12代館長（* 1933年）[79]
- 12月12日 - スチュアート・マーゴリン（英語版）、アメリカ合衆国の俳優（* 1940年）[80]
- 12月12日 - ミロスワフ・ヘルマシェフスキ、ポーランドの元軍人、宇宙飛行士（* 1941年）[81]
- 12月12日 - 桜多吾作、日本の漫画家（* 1948年）[82]
- 12月12日 - 東元、日本の漫画家（* 1961年）[83][84]
- 12月12日 - ひるなま、日本のエッセイ漫画家（* 1981年）[85]
- 12月13日 - 庄司太郎、日本の生物学者、国際基督教大学名誉教授（* 1928年）[86]
- 12月13日 - カート・シモンズ（英語版）、アメリカ合衆国の元MLB選手【フィラデルフィア・フィリーズなどに所属】（* 1929年）[87]
- 12月13日 - 和井田祐三、日本の実業家、元長野朝日放送社長（* 1931年?）[88]
- 12月13日 - 森口貢、日本の長崎の被爆者、長崎証言の会の事務局長（* 1936年）[89]
- 12月13日 - ソル・アマルフィオ（英語版）、ガーナのドラマー、オシビサメンバー（* 1938年）[90]
- 12月13日 - ルートヴィヒ・ホフマン＝ルマーシュタイン（英語版）、オーストリアのマルタ騎士団員、元総長代行（* 1937年）[91]
- 12月13日 - キム・シモンズ（英語版）、イギリスのミュージシャン、ギタリスト、元サヴォイ・ブラウン（英語版）メンバー（* 1947年）[92]
- 12月13日 - グランド・ダディ・I・U（英語版）、アメリカ合衆国のラッパー（* 1968年）[93]
- 12月13日 - スティーブン・トウィッチ・ボス（英語版）、アメリカ合衆国のヒップホップダンサー（* 1982年）[94]
- 12月14日 - 関田寛雄、日本の日本基督教団巡回教師、青山学院大学名誉教授（* 1928年）[95]
- 12月14日 - ザリム・ザヌン（英語版）、パレスチナの政治家、パレスチナ民族評議会議長（* 1933年）[96]
- 12月14日 - 早川二郎、日本の実業家、元仙台放送会長（* 1934年）[97]
- 12月14日 - 丸本卓哉、日本の土壌微生物学者、山口大学元学長、山口大学名誉教授（* 1942年）[98]
- 12月14日 - 御厨さと美、日本の漫画家（* 1948年）[99]
- 12月14日 - 岩城浩幸、日本のジャーナリスト、新潟日報読者紙面委員、元TBSメディア総合研究所取締役編集局長、元TBSテレビ解説委員（* 1956年）[100]
- 12月14日 - 笠浩二、日本のミュージシャン、ドラマー、元C-C-Bメンバー（* 1962年）[101]
- 12月15日 - 柳沢本次、日本の政治家、元群馬県旧箕郷町長、第66代群馬県議会議長（* 1925年）[102]
- 12月15日 - 常磐津英寿、日本の常磐津節三味線演奏家（* 1927年）[103]
- 12月15日 - 齊藤正一、日本の地方公務員、元秋田県農業試験場稲作部長、あきたこまち開発者（* 1931年?）[104]
- 12月15日 - 趙梓森（英語版）、中華人民共和国の工学者（* 1932年）[105]
- 12月15日 - バーサ・バービー・マクニール（英語版）、アメリカ合衆国の歌手、元ザ・ヴェルヴェレッツ（英語版）メンバー（* 1940年）[106]
- 12月15日 - ディノ・ダネリ（英語版）、アメリカ合衆国のドラマー、ラスカルズメンバー（* 1944年）[107]
- 12月15日 - あき竹城、日本の女優、タレント（* 1947年）[108]
- 12月15日 - 野口秀夫、日本の実業家、野口観光グループ会長（* 1948年）[109]
- 12月15日 - シャーリー・エイクハード（英語版）、カナダのシンガーソングライター（* 1955年）[110]
- 12月15日 - 大原薫、日本の演劇ライター（* 生年不明）[111]

## 16日 - 31日

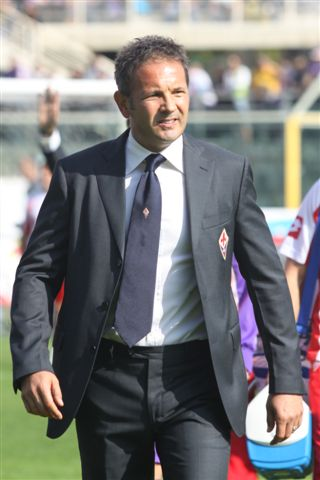
シニシャ・ミハイロヴィチ／12月16日没

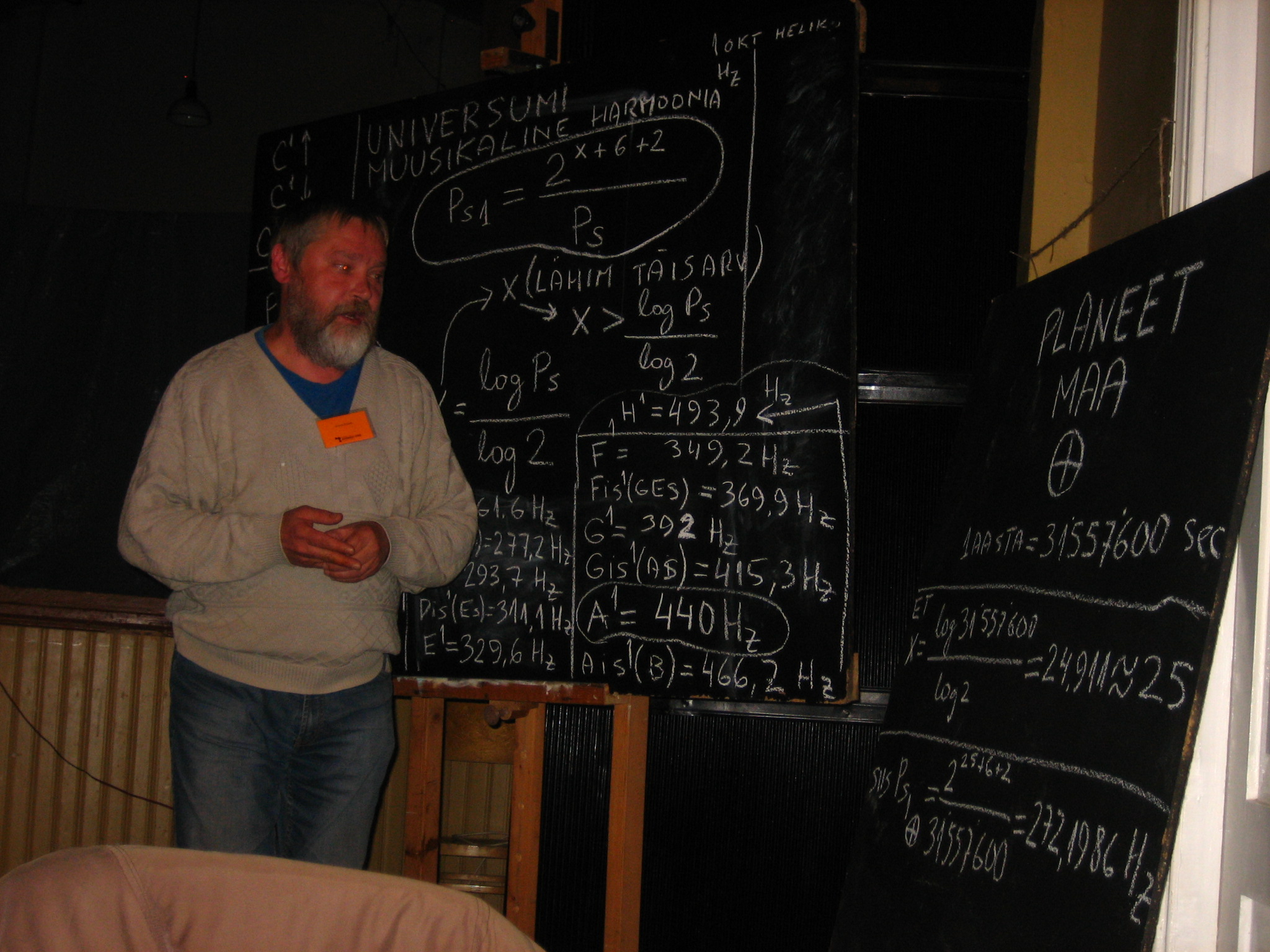
ウルマス・シサスク／12月17日没

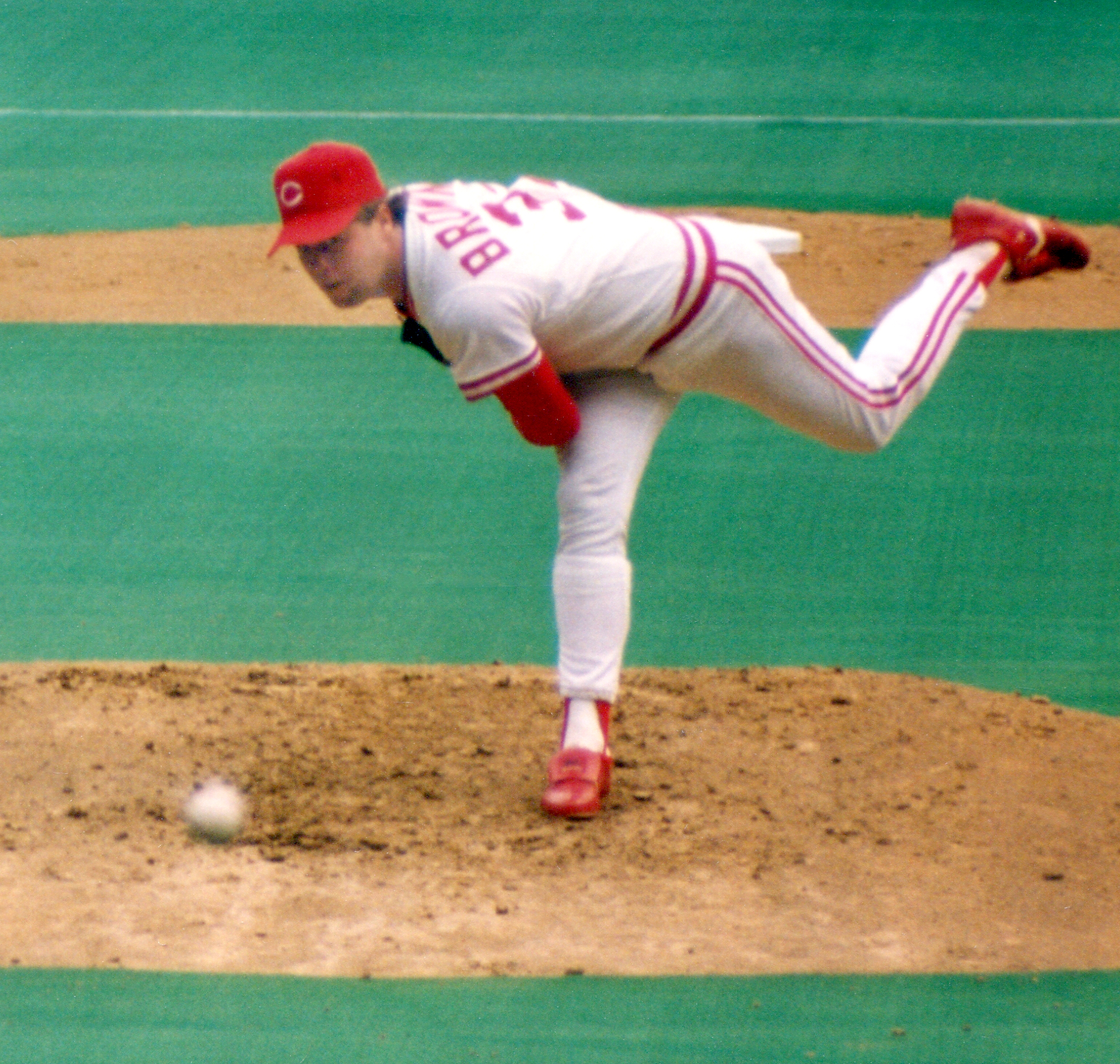
トム・ブラウニング／12月19日没

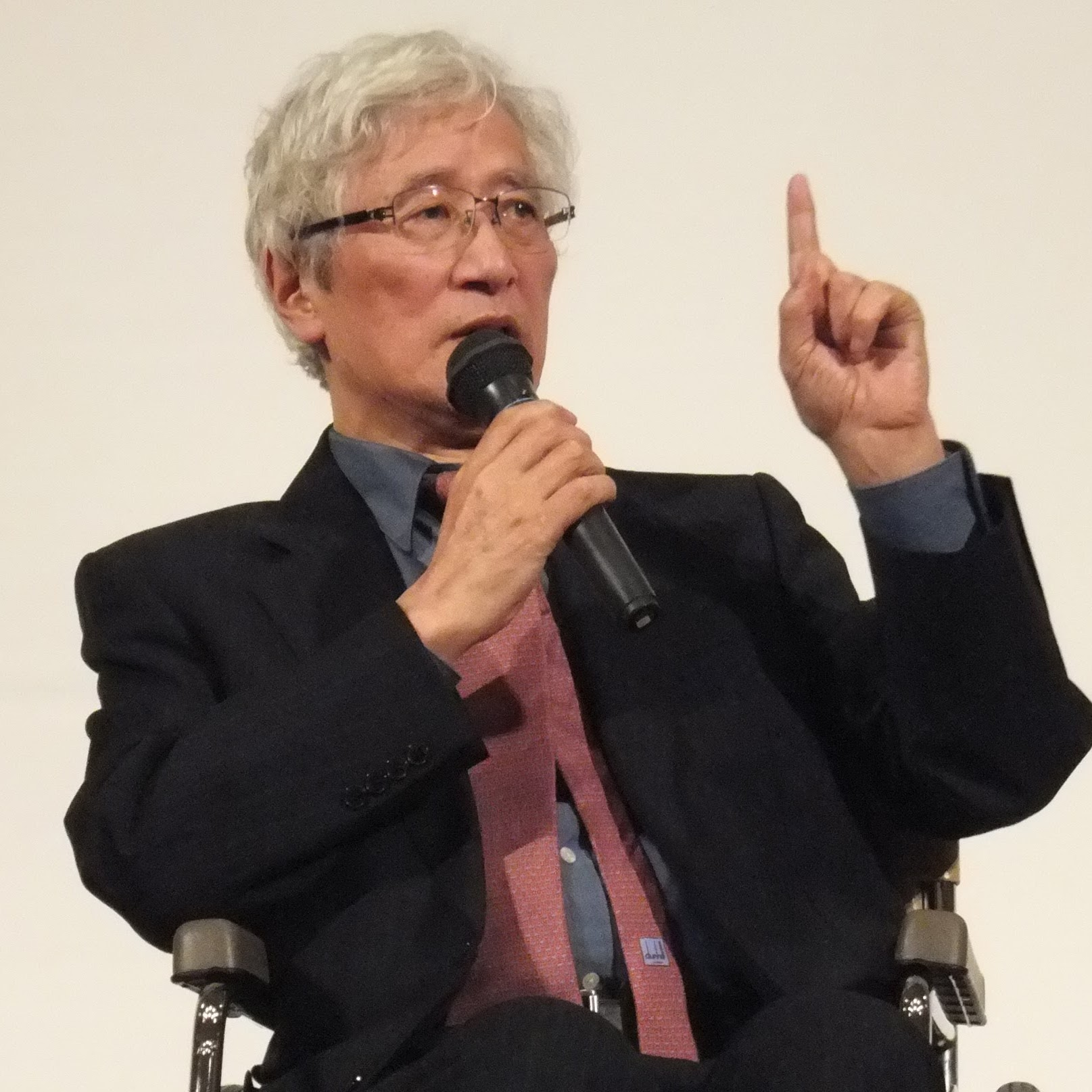
高橋徹／12月20日没

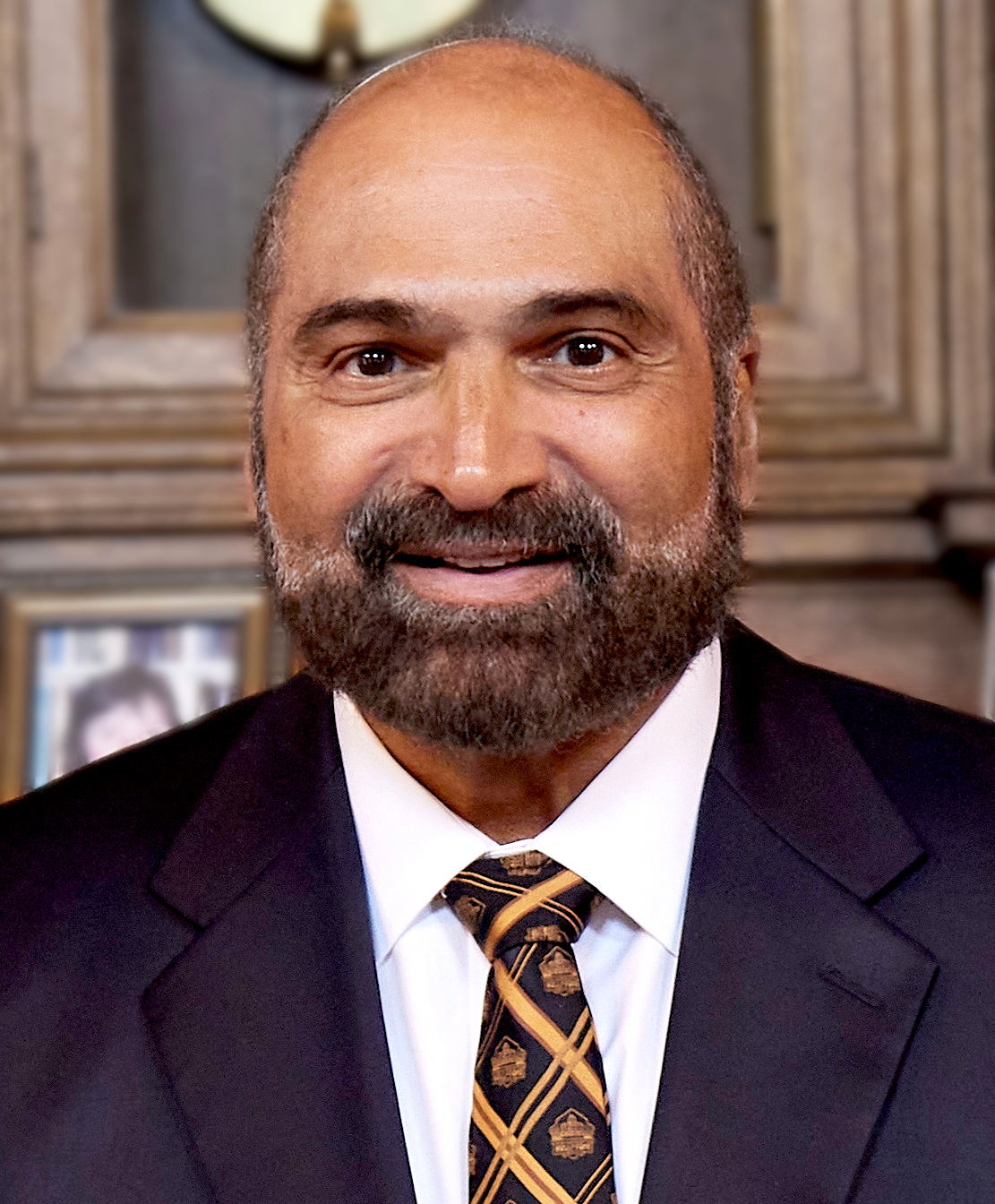
フランコ・ハリス／12月20日没

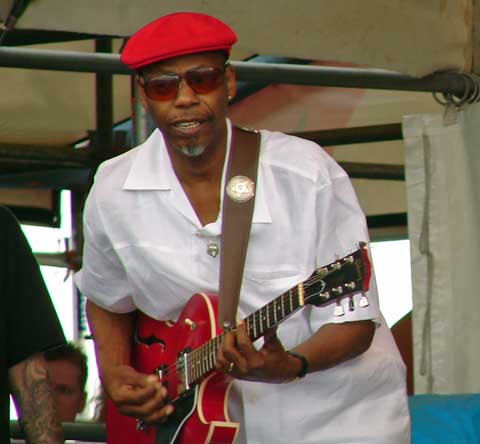
ウォルター"ウルフマン"ワシントン／12月22日没

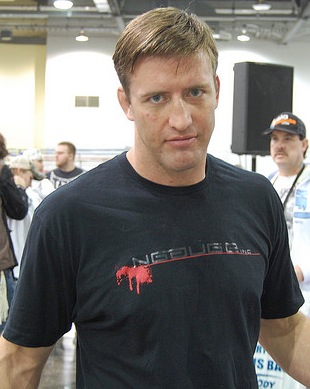
ステファン・ボナー／12月22日没

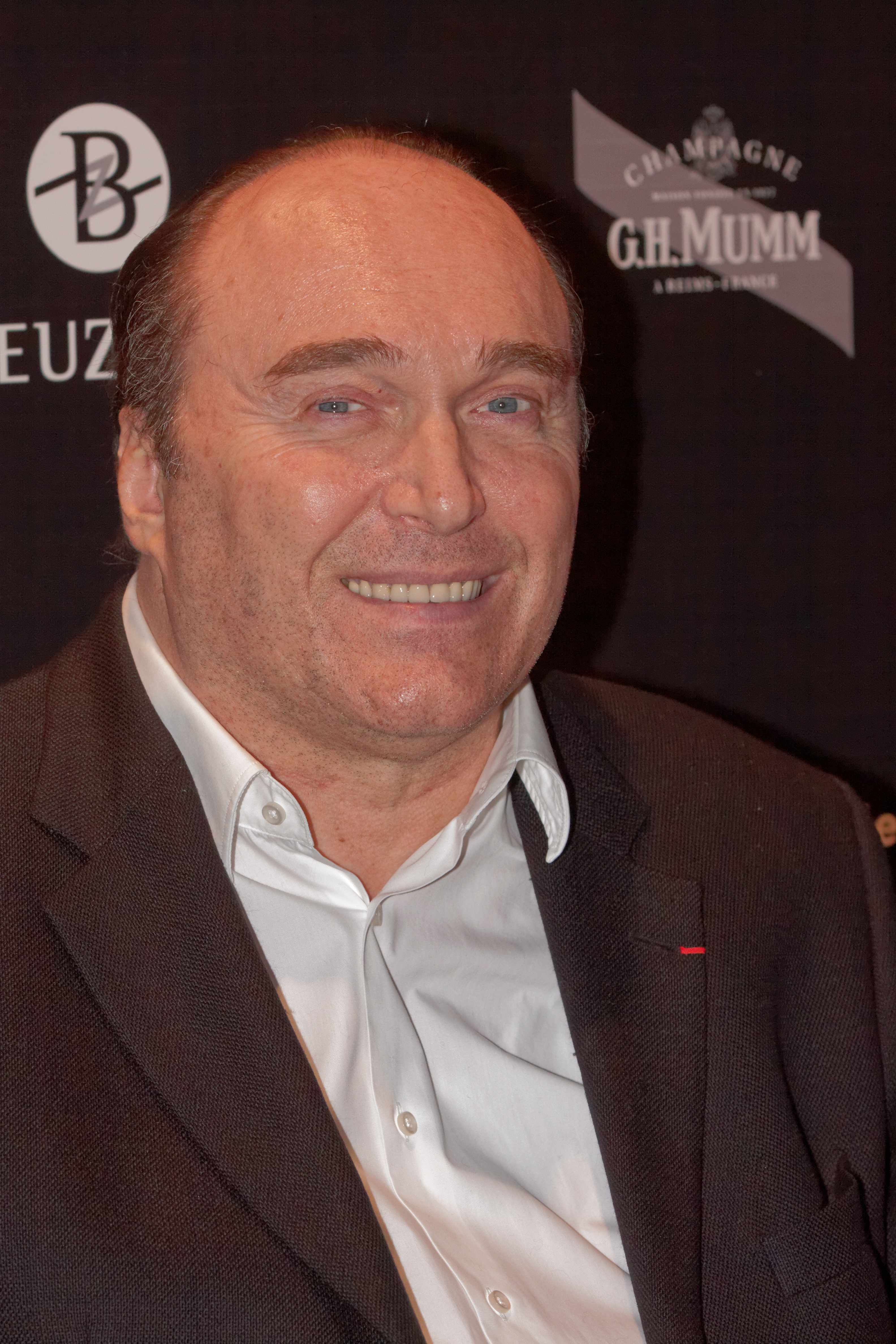
フィリップ・ストレイフ／12月23日没

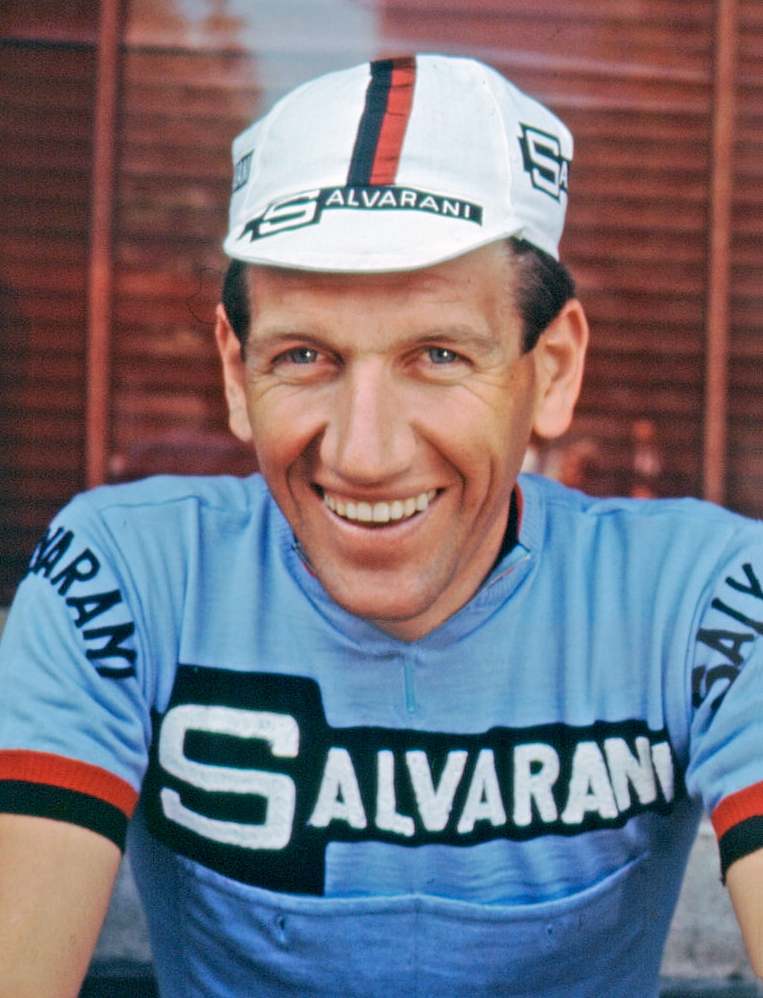
ヴィットリオ・アドルニ／12月24日没

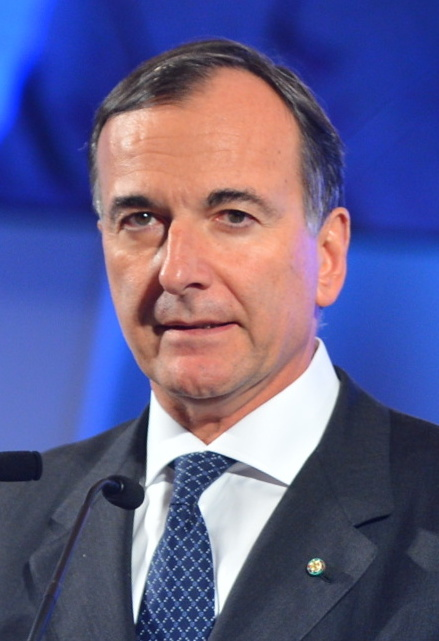
フランコ・フラッティーニ／12月24日没

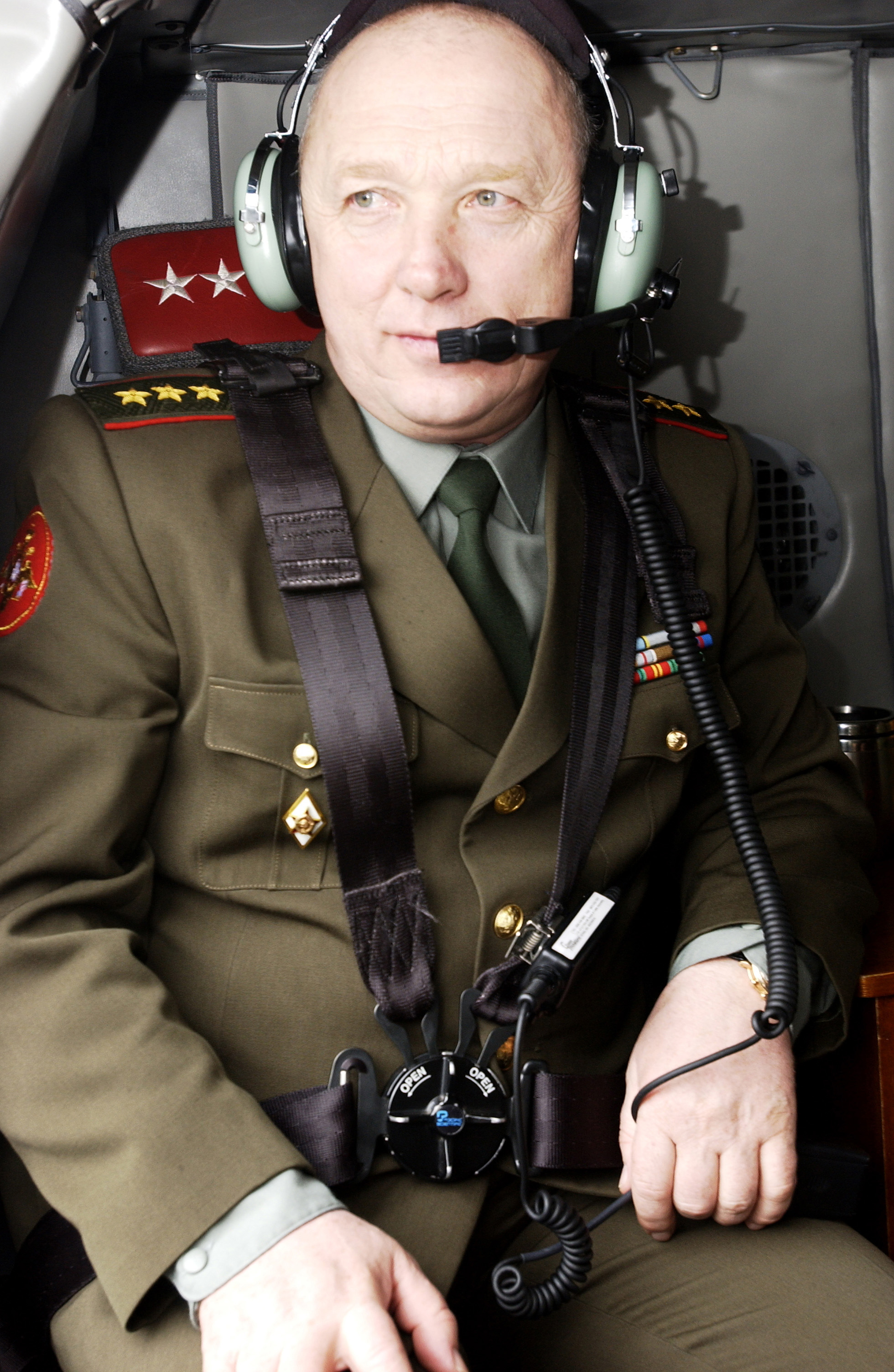
アレクセイ・マスロフ／12月25日没

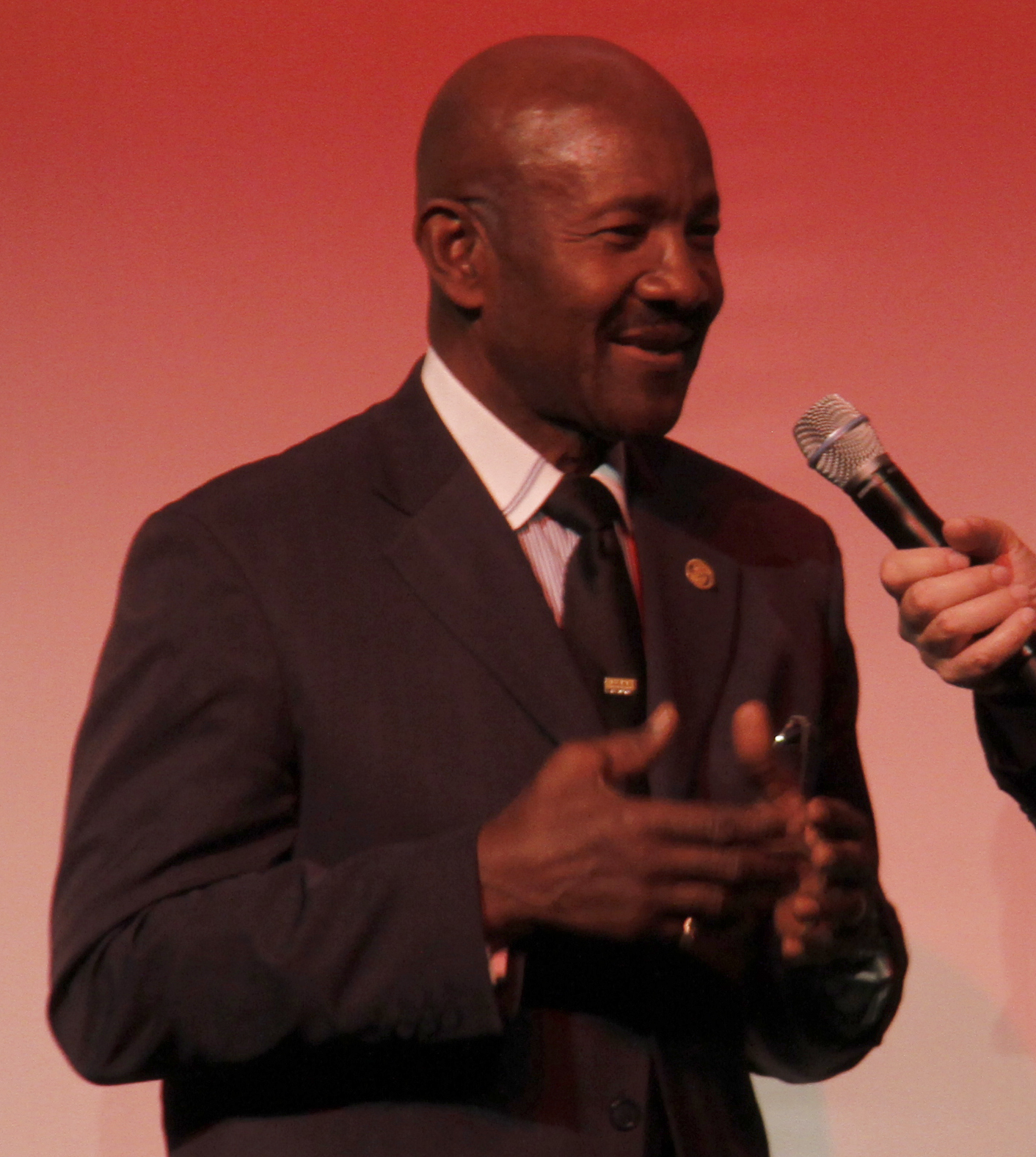
フレッド・バレンタイン／12月27日没

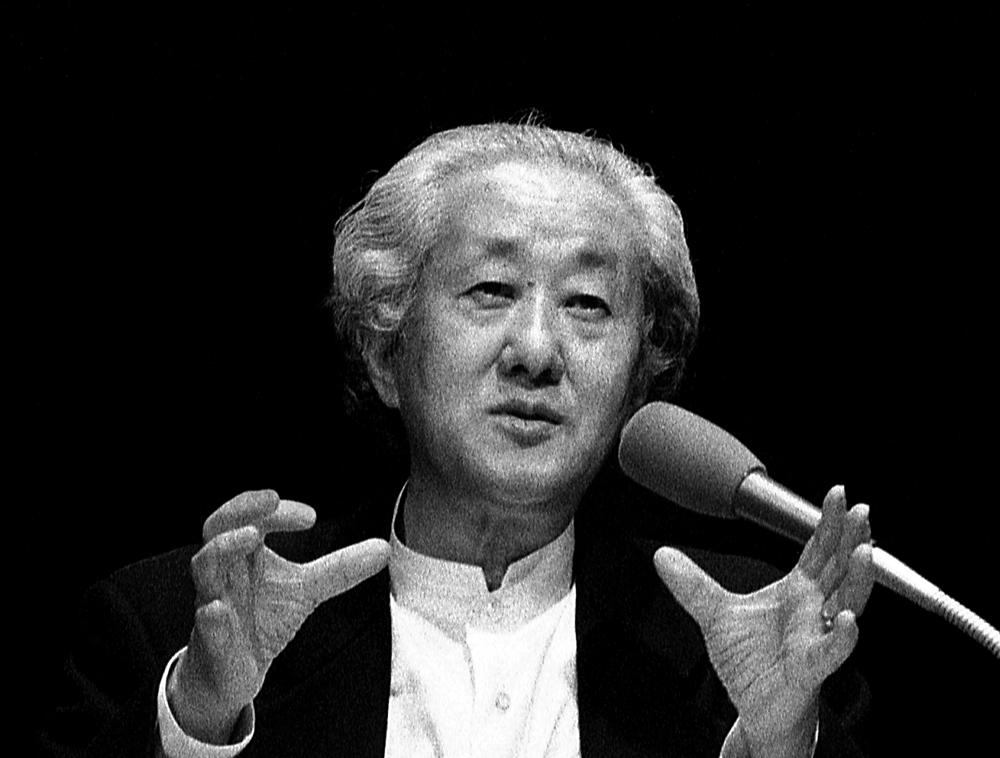
磯崎新／12月28日没

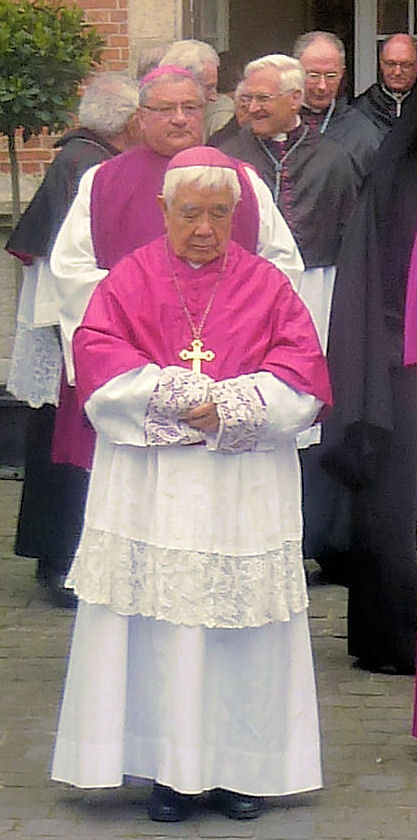
狄剛／12月29日没

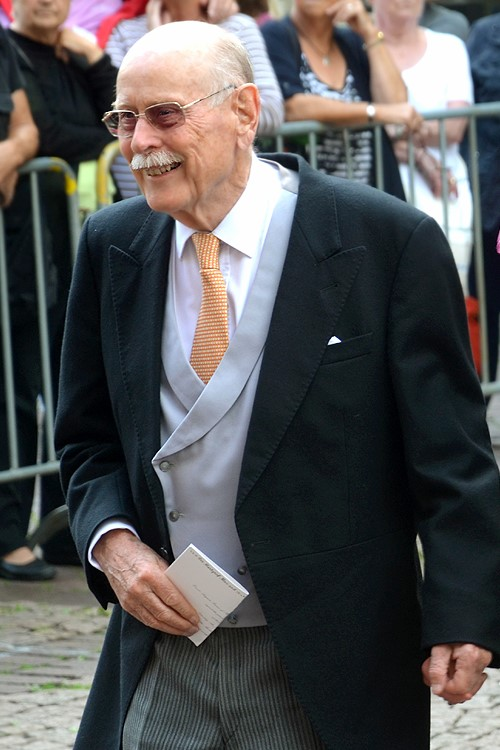
マクシミリアン・アンドレアス・フォン・バーデン／12月29日没

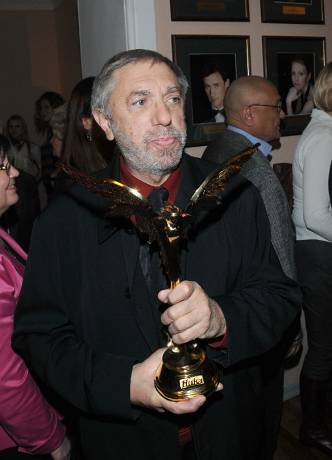
エドゥアルド・アルテミエフ／12月29日没

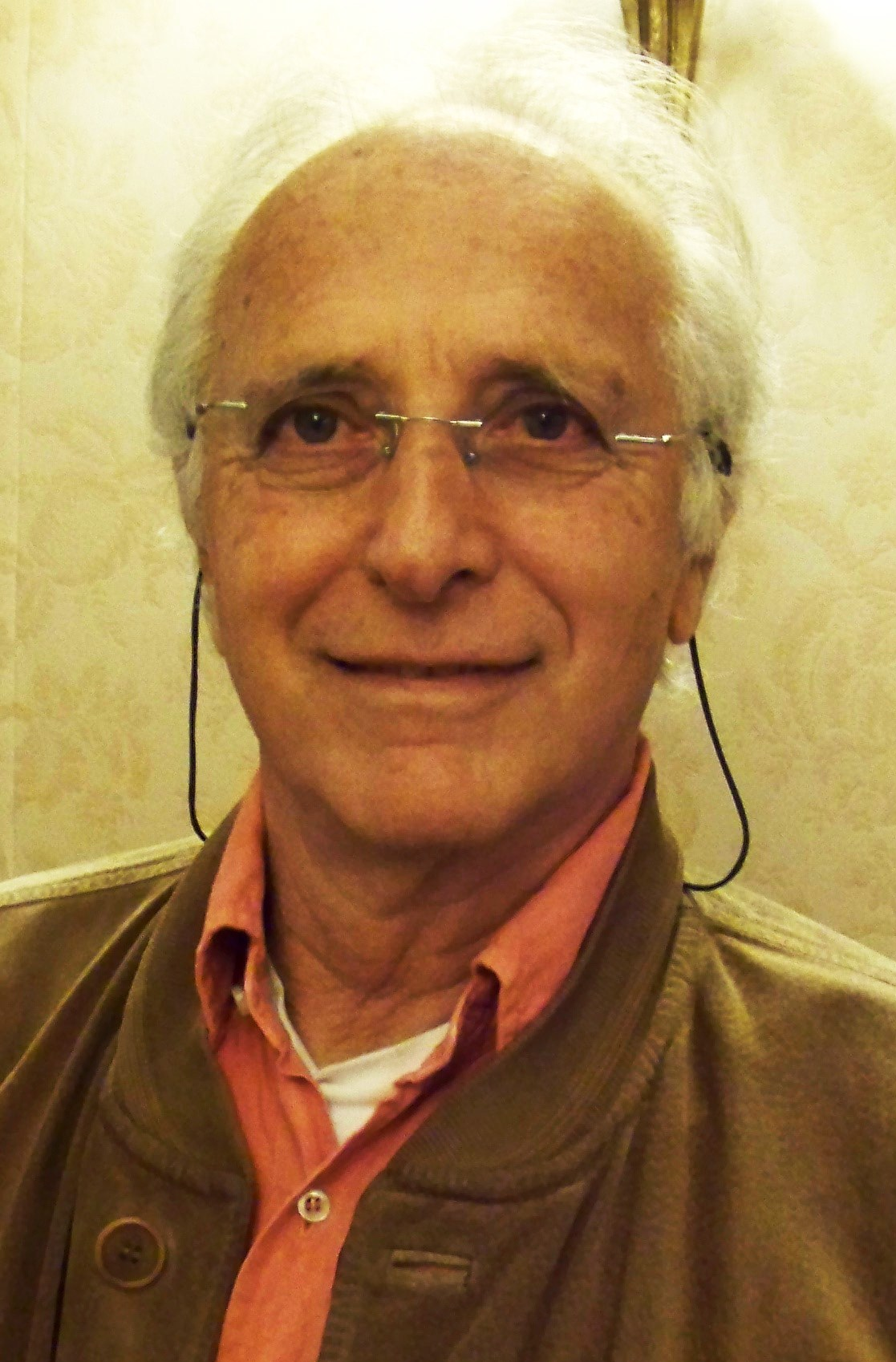
ルッジェロ・デオダート／12月29日没

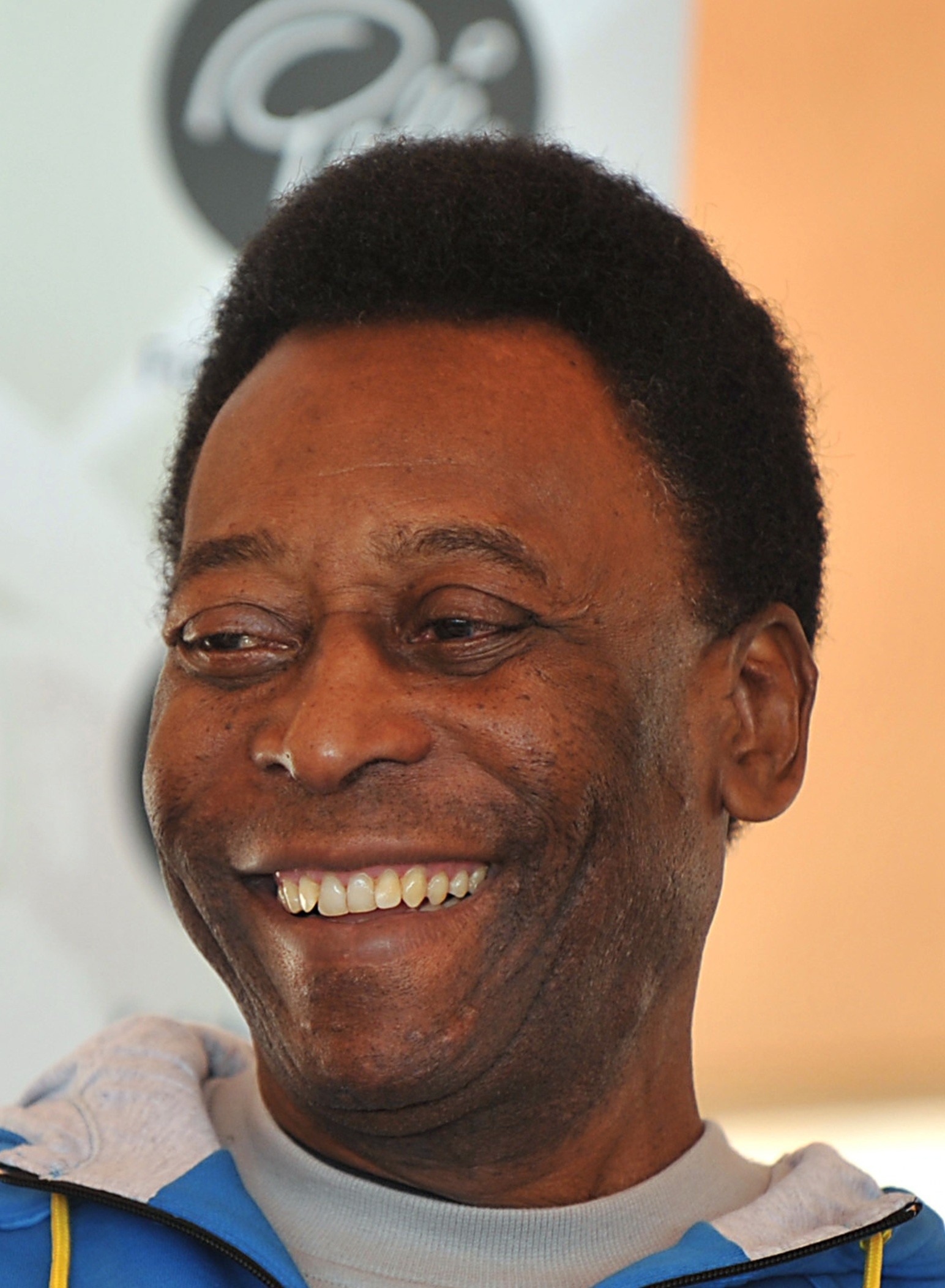
ペレ／12月29日没

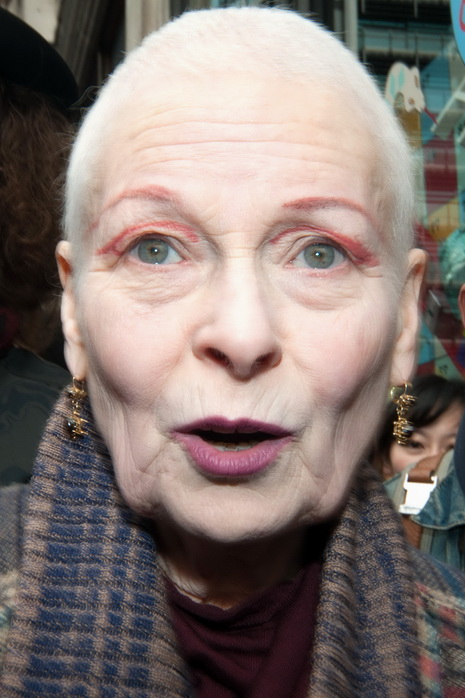
ヴィヴィアン・ウエストウッド／12月29日没

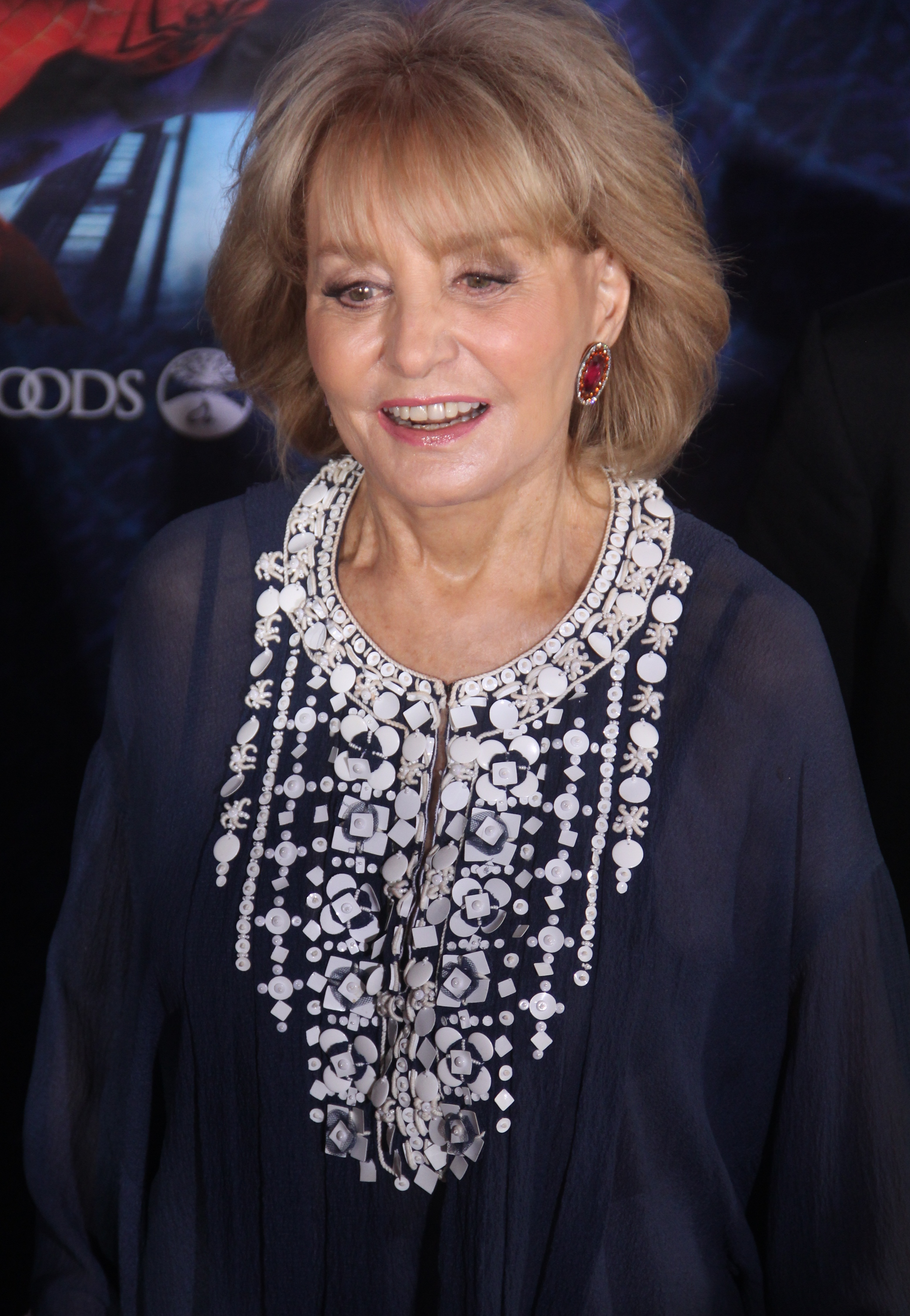
バーバラ・ウォルターズ／12月30日没

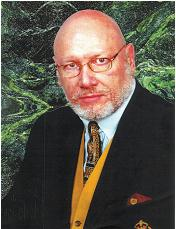
ジョニー・パワーズ／12月30日没

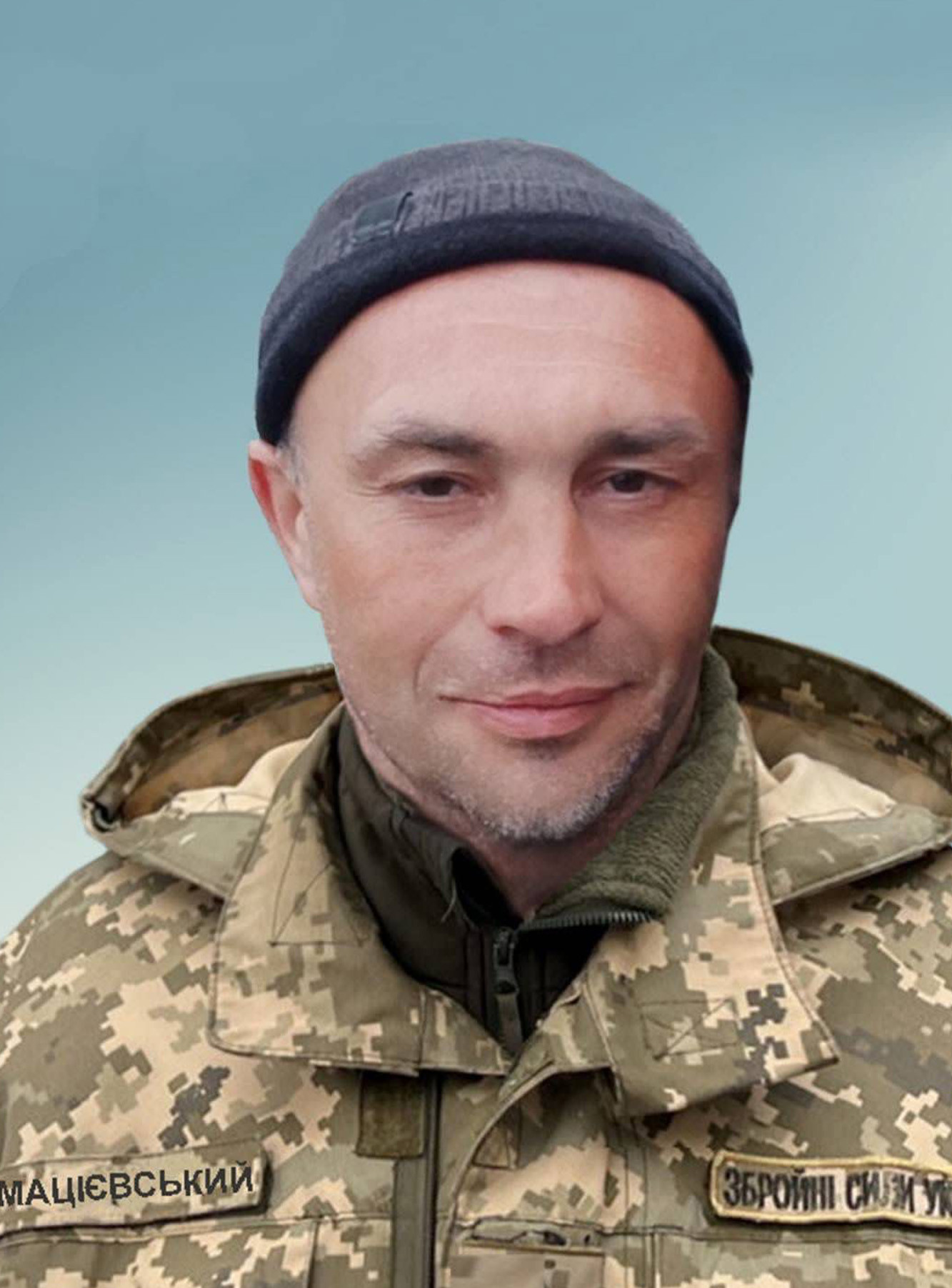
オレクサンドル・マツィエウスキー／12月30日没

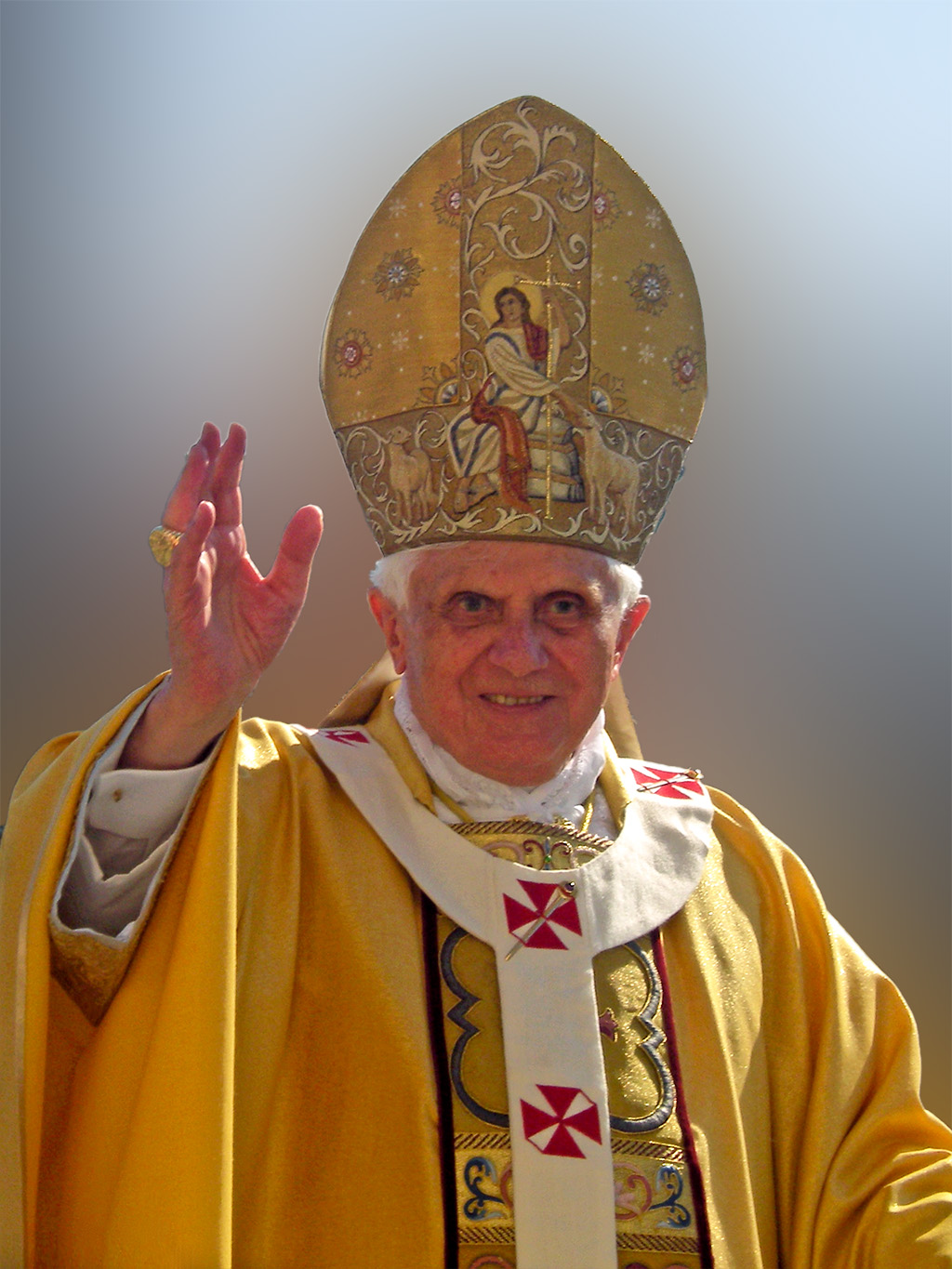
ベネディクト16世／12月31日没

- 12月16日 - 福辻道夫、日本の実業家、元中央自動車工業社長（* 1924年?）[112]
- 12月16日 - 鈴木嘉吉、日本の建築史学者、元奈良国立文化財研究所長、文化庁官僚、元文化庁文化財監査官、元文化庁文化財保護部建造物課長（* 1928年）[113]
- 12月16日 - 湯鴻霄（中国語版）、中華人民共和国の環境工学者（* 1931年）[114]
- 12月16日 - 福田喜重、日本の染織工芸作家、人間国宝（* 1932年）[115]
- 12月16日 - 宋長栄（中国語版）、中華人民共和国の京劇俳優（* 1935年）[116]
- 12月16日 - チャーリー・グレイシー（英語版）、アメリカ合衆国のロックンロール／R&Bミュージシャン（* 1936年）[117]
- 12月16日 - ホセ・マリア・シソン（英語版）、フィリピンの作家、活動家、フィリピン共産党指導者（* 1939年）[118]
- 12月16日 - リック・アンダーソン（英語版）、アメリカ合衆国のベーシスト、元チューブス（英語版）メンバー（* 1947年）[119]
- 12月16日 - 谷関恭子、日本の彫金作家（* 1950年）[120]
- 12月16日 - シニシャ・ミハイロヴィチ、セルビア（旧ユーゴスラビア）の元サッカー選手・指導者、元セルビア・モンテネグロ代表（* 1969年）[121]
- 12月17日 - フィリップ・パールスタイン（英語版）、アメリカ合衆国の画家（* 1924年）[122]
- 12月17日 - ディーター・ヘンリッヒ（英語版）、ドイツの哲学者（* 1927年）[123]
- 12月17日 - 千種秀夫、日本の裁判官、元最高裁判所判事（* 1932年）[124]
- 12月17日 - 治山正次、日本の実業家、はるやま商事創業者、はるやまホールディングス名誉会長（* 1932年）[125]
- 12月17日 - マイク・ホッジス（英語版）、イギリスの脚本家、映画監督（* 1932年）[126]
- 12月17日 - 劉達臨（中国語版）、中華人民共和国の社会学者（* 1932年）[127]
- 12月17日 - 越智幸男、日本の臨床検査医学者、滋賀医科大学名誉教授（* 1932年?）[128]
- 12月17日 - セヴェリーノ・ポレット（英語版）、イタリアのカトリック教会聖職者、枢機卿、元トリノ大司教（* 1933年）[129]
- 12月17日 - 関口安義、日本の日本近代文学研究者、都留文科大学名誉教授（* 1935年）[130]
- 12月17日 - ネリダ・ピニョン（英語版）、ブラジルの作家（* 1937年）[131]
- 12月17日 - 湯浅勇治、日本の指揮者（* 1956年）[132]
- 12月17日 - 田中裕二、日本のドラマー、ミュージシャン、安全地帯メンバー（* 1957年）[133]
- 12月17日 - 斎藤久志、日本の映画監督、脚本家（* 1959年）[134]
- 12月17日 - ウルマス・シサスク、エストニアの作曲家（* 1960年）[135]
- 12月18日 - ランド・ブッツァンカ（英語版）、イタリアの俳優（* 1935年）[136]
- 12月18日 - 西西（中国語版）、中華民国出身の香港の小説家（* 1937年）[137]
- 12月18日 - テリー・ホール（英語版）、イギリスの歌手、ソングライター、元スペシャルズメンバー（* 1959年）[138]
- 12月18日 - マーティン・ダフィ（英語版）、イングランドのキーボード奏者、ロックバンド「プライマル・スクリーム」メンバー（* 1967年）[139]
- 12月18日 - 仲田育史、日本の俳優（* 1975年）[140]
- 12月18日（死亡確認日） - 木本直、日本の騎手【兵庫県競馬組合所属】（* 2000年）[141]
- 12月18日 - 鈴木陽斗実、日本の声優 、声優ユニット「NOW ON AIR」メンバー(*1996年) [142]
- 12月19日 - スタンリー・ドラッカー（英語版）、アメリカ合衆国のクラリネット奏者（* 1929年）[143]
- 12月19日 - 大野松雄、日本の音響デザイナー（* 1930年）[144]
- 12月19日 - 魏樹礼（英語版）、中華人民共和国の薬剤学者（* 1931年）[145]
- 12月19日 - 上山大峻、日本の浄土真宗僧侶、龍谷大学元学長（* 1934年）[146]
- 12月19日 - ドン・マッケニー（英語版）、カナダの元アイスホッケー選手【ボストン・ブルーインズなどに所属】（* 1934年）[147]
- 12月19日 - 新山ノリロー、日本の漫才師（* 1936年）[148]
- 12月19日 - アフメド・アスラム・アリ（英語版）、パキスタン出身のスコットランドのシェフ、チキンティッカマサラ考案者（* 1944年?）[149]
- 12月19日 - 皆川康夫、日本の元プロ野球選手【東映フライヤーズ・日拓ホームフライヤーズ・日本ハムファイターズ・広島東洋カープ所属】（* 1947年）[150]
- 12月19日 - スティーブ･スモーガー（英語版）、アメリカ合衆国のボクシングレフェリー、ボクシング殿堂（* 1950年）[151]
- 12月19日 - トム・ブラウニング、アメリカ合衆国の元MLB選手【シンシナティ・レッズなどに所属】（* 1960年）[152]
- 12月20日 - 高橋徹、日本のコンピュータネットワーク研究者、実業家（* 1941年）[153]
- 12月20日 - デニー・ドイル（英語版）、アメリカ合衆国の元MLB選手【フィラデルフィア・フィリーズ、ボストン・レッドソックスなどに所属】（* 1944年）[154]
- 12月20日 - 加藤秋夫、日本の実業家、元三菱製鋼社長（* 1944年）[155]
- 12月20日 - フランコ・ハリス、アメリカ合衆国の元アメリカンフットボール選手【ピッツバーグ・スティーラーズなどに所属】、プロフットボール殿堂（* 1950年）[156]
- 12月20日 - 岡本貞雄、日本の仏教学者、広島経済大学名誉教授（* 1952年）[157]
- 12月20日 - 呉冠英（中国語版）、中華人民共和国の芸術家、2008年北京パラリンピック大会マスコット「福牛楽楽（英語版）」デザイナー（* 1955年）[158]
- 12月20日 - ナセル・アブ・ハミド（英語版）、パレスチナの武装組織指導者、服役囚、アル・アクサ殉教者旅団リーダー（* 1972年）[159]
- 12月21日 - 趙伊君（中国語版）、中華人民共和国の光学者（* 1926年）[160]
- 12月21日 - 山﨑榮子、日本の被爆者、「平和への誓い」の被爆者代表（* 1927年）[161]
- 12月21日 - フランツ・ゲルチュ（英語版）、スイスの画家（* 1930年）[162]
- 12月21日 - 張国成（中国語版）、中華人民共和国の冶金学者（* 1931年）[163]
- 12月21日 - 安岡劭、日本の呼吸器内科医学者、徳島大学名誉教授（* 1936年?）[164]
- 12月21日 - 奥田聖応、日本の僧侶、四天王寺元管長・戒﨟（* 1938年）[165]
- 12月21日 - 内田茂、日本の政治家、第39代東京都議会議長、元自由民主党東京都支部連合会幹事長（* 1939年）[166]
- 12月21日 - ダイアン・マクベイン（英語版）、アメリカ合衆国の女優（* 1941年）[167]
- 12月21日 - 曹風岐（中国語版）、中華人民共和国の経済学者（* 1945年）[168]
- 12月21日 - 高見知佳、日本の女優、歌手、タレント（* 1962年）[169]
- 12月21日 - ロニー・ヒルマン（英語版）、アメリカ合衆国のアメリカンフットボール選手【デンバー・ブロンコスなどに所属】（* 1991年）[170]
- 12月22日 - 龍馭球（中国語版）、中華人民共和国の土木工学者（* 1926年）[171]
- 12月22日 - 桂裕芳（中国語版）、中華人民共和国のフランス語学者、翻訳家（* 1930年）[172]
- 12月22日 - 若山恭二、日本の実業家、元今仙電機製作所社長（* 1935年）[173]
- 12月22日 - 顧真安（中国語版）、中華人民共和国の材料工学者（* 1936年）[174]
- 12月22日 - 島袋伸三、日本の地理学者、琉球大学名誉教授（* 1937年）[175]
- 12月22日 - トム・ベル、ジャマイカ出身のアメリカ合衆国のソングライター、編曲家、音楽プロデューサー（* 1943年）[176]
- 12月22日 - ウォルター"ウルフマン"ワシントン、アメリカ合衆国のブルースミュージシャン（* 1943年）[177]
- 12月22日 - アリクラム・フンメトフ（英語版）、アゼルバイジャンの政治活動家、元タリシュ・ムギャーン自治共和国（英語版）首相（* 1948年）[178]
- 12月22日 - 汪同三（中国語版）、中華人民共和国の経済学者（* 1948年）[179]
- 12月22日 - アントン・トカシュ、スロバキアの元自転車競技選手、1976年モントリオールオリンピックスプリント金メダリスト【旧チェコスロバキア代表】（* 1951年）[180]
- 12月22日 - ステファン・ボナー、アメリカ合衆国の元総合格闘家（* 1977年）[181]
- 12月22日 - ヴォロディームィル・エジョフ（ウクライナ語版）、ウクライナのゲームデザイナー（* 1984年）[182]
- 12月22日 - ビッグ・スカー（英語版）、アメリカ合衆国のラッパー（* 2000年）[183]
- 12月23日 - 呂応中（中国語版）、中華人民共和国の核物理学者（* 1926年）[184]
- 12月23日 - 張友尚（中国語版）、中華人民共和国の生化学者（* 1932年）[185]
- 12月23日 - 李文華（中国語版）、中華人民共和国の生態学者（* 1932年）[186]
- 12月23日 - 楊達（中国語版）、中華人民共和国の相声俳優（* 1935年）[187]
- 12月23日 - 三上茂、日本の哲学者、南山大学名誉教授（* 1935年）[188]
- 12月23日 - 盧強（中国語版）、中華人民共和国の工学者（* 1936年）[189]
- 12月23日 - 馬建章（中国語版）、中華人民共和国の動物学者（* 1937年）[190]
- 12月23日 - ジョージ・コーエン（英語版）、イングランドの元サッカー選手、元同国代表（* 1939年）[191]
- 12月23日 - 北博昭、日本の政治史学者（* 1942年）[192]
- 12月23日 - 山口進、日本の自然写真家、自然ジャーナリスト（* 1948年）[193]
- 12月23日 - 岩崎泰雄、日本の神経学者、元東邦大学教授（* 1953年?）[194]
- 12月23日 - フィリップ・ストレイフ、フランスの元レーシングドライバー（* 1955年）[195]
- 12月23日 - マキシ・ジャズ（英語版）、イギリスのロックミュージシャン、バンド「フェイスレス」ボーカル（* 1957年）[196]
- 12月23日 - 綿貫勝介、日本の実業家、トナミホールディングス社長（* 1959年）[197]
- 12月23日 - なかやまて由希、日本の歌手（* 1960年）[198]
- 12月23日 - 蒋華良（中国語版）、中華人民共和国の薬学者（* 1965年）[199]
- 12月24日 - 張金哲（中国語版）、中華人民共和国の小児外科学者（* 1920年）[200]
- 12月24日 - 鄭榕（中国語版）、中華人民共和国の俳優（* 1924年）[201]
- 12月24日 - 張厚粲（中国語版）、中華人民共和国の心理学者（* 1927年）[202]
- 12月24日 - 守屋弘斎、日本の僧侶、華厳宗大僧正、第214世東大寺別当（* 1928年）[203]
- 12月24日 - 趙青（中国語版）、中華人民共和国の舞踏家（* 1936年）[204]
- 12月24日 - ヴィットリオ・アドルニ、イタリアの元ロードレーサー（* 1937年）[205]
- 12月24日 - キャシー・ウィットワース、アメリカ合衆国の元プロゴルファー、世界ゴルフ殿堂（* 1939年）[206]
- 12月24日 - 陸暁光（中国語版）、中華人民共和国のテレビディレクター（* 1946年）[207]
- 12月24日 - アレクサンダー・ブザコフ、ロシアの実業家、アドミラルティ造船所総帥（* 1956年）[208]
- 12月24日 - フランコ・フラッティーニ、イタリアの政治家、元外相・欧州委員会副委員長（* 1957年）[209]
- 12月24日 - パーベル・アントフ（英語版）、ロシアの実業家、政治家、ヴラジーミル州議会議員（* 1957年）[210]
- 12月24日 - イェ・ハクヨン（朝鮮語版）、韓国のモデル、俳優（* 1983年）[211]
- 12月24日 - トゥニシャ・シャルマ（英語版）、インドの女優（* 2002年）[212]
- 12月25日 - 古屋かほる、日本のスーパーセンテナリアン、静岡県内最高齢女性（* 1908年）[213]
- 12月25日 - 我謝マツ、日本のスーパーセンテナリアン、沖縄県内最高齢女性（* 1908年）[214]
- 12月25日 - 邊衡尹（朝鮮語版）、韓国の経済学者、ソウル大学名誉教授（* 1927年）[215]
- 12月25日 - 篠田浩一郎、日本のフランス文学者、東京外国語大学名誉教授（* 1928年）[216]
- 12月25日 - 砂川惠伸、日本の法学者、元琉球大学学長（* 1929年）[217]
- 12月25日 - 呉承康（中国語版）、中華人民共和国の科学者（* 1929年）[218]
- 12月25日 - 渡辺京二、日本の思想史家、歴史家、評論家（* 1930年）[219]
- 12月25日 - 黎子流（中国語版）、中華人民共和国の政治家、元広州市長（* 1932年）[220]
- 12月25日 - 王仲奇（中国語版）、中華人民共和国の機械工学者（* 1932年）[221]
- 12月25日 - 王文教（中国語版）、インドネシア出身の中華人民共和国の元バドミントン選手・指導者（* 1933年）[222]
- 12月25日 - 童坦君（中国語版）、中華人民共和国の医学者（* 1934年）[223]
- 12月25日 - 御園和夫、日本の英語学者、関東学院大学名誉教授（* 1942年）[224]
- 12月25日 - 趙世熙、韓国の小説家（* 1942年）[225]
- 12月25日 - 角田吉彦、日本の実業家、元日本工営会長（* 1944年）[226]
- 12月25日 - 布川郁司、日本のアニメーション演出家、アニメプロデューサー、ぴえろ創業者 (* 1947年)[227]
- 12月25日 - アレクセイ・マスロフ、ロシアの元軍人、元陸軍総司令官、上級大将（* 1953年）[228]
- 12月25日 - ファビアン・オニール、ウルグアイの元プロサッカー選手、元同国代表（* 1973年）[229]
- 12月26日 - 黎明（中国語版）、中華人民共和国の政治家、元冶金工業省（中国語版）副書記、元宝鋼集団会長（* 1927年）[230]
- 12月26日 - 関肇鄴（中国語版）、中華人民共和国の建築家（* 1929年）[231]
- 12月26日 - 李慶忠（中国語版）、中華人民共和国の石油工学者（* 1930年）[232]
- 12月26日 - 盧今錫、北朝鮮の軍人、アメリカへの亡命者（* 1932年）[233]
- 12月26日 - 関橋（中国語版）、中華人民共和国の航空工学者（* 1935年）[232]
- 12月26日 - 厳定憲（中国語版）、中華人民共和国のアニメーション作家（* 1935年）[234]
- 12月26日 - 絵沢萠子、日本の女優（* 1935年）[235]
- 12月26日 - 川本耕次、日本の漫画編集者（* 1953年）[236]
- 12月26日 - ビクトリア・リー（英語版）、アメリカの総合格闘家（* 2004年）[237]
- 12月27日 - 呂瑞明（中国語版）、中華人民共和国の劇作家（* 1925年）[238]
- 12月27日 - アンドレ・ミケル（英語版）、フランスのアラブ文化研究者、歴史家（* 1929年）[239]
- 12月27日 - 葛翠琳（中国語版）、中華人民共和国の児童文学作家（* 1930年）[240]
- 12月27日 - フレッド・バレンタイン、アメリカ合衆国の元MLB・プロ野球選手【ボルチモア・オリオールズ、ワシントン・セネタース、阪神タイガース所属】（* 1935年）[241]
- 12月27日 - 張曼玲（中国語版）、中華人民共和国の京劇舞台美術家（* 1935年）[242]
- 12月27日 - 日和佐信子、日本の消費者運動家、元雪印乳業社外取締役（* 1936年）[243]
- 12月27日 - 古遠清（中国語版）、中華人民共和国の作家（* 1941年）[244]
- 12月27日 - 駒沢信雄、日本の実業家、元北日本新聞社社長（* 1958年）[245]
- 12月27日 - 朴亨國、韓国の美術史家、武蔵野美術大学教授（* 1965年）[246]
- 12月27日 - ジョー・メルサ・マーリー（英語版）、ジャマイカのレゲエアーティスト、ボブ・マーリィの孫（* 1991年）[247]
- 12月28日 - トニー・ヴァッカロ（英語版）、アメリカ合衆国の写真家（* 1922年）[248]
- 12月28日 - 許征帆（中国語版）、中華人民共和国のマルクス主義学者（* 1927年）[249]
- 12月28日 - 孫敬良（中国語版）、中華人民共和国の航空宇宙工学者（* 1930年）[250]
- 12月28日 - 磯崎新、日本の建築家、日本芸術院会員、一級建築士、アトリエ建築家（* 1931年）[251]
- 12月28日 - 藤井旭、日本の天体写真家（* 1941年）[252]
- 12月28日 - 李天初（中国語版）、中華人民共和国の計量学者（* 1945年）[253]
- 12月28日 - リンダ・デ・スーザ（英語版）、ポルトガルのシャンソン歌手（* 1948年）[254]
- 12月28日 - 沼田宏文、日本のバスケットボール選手・指導者（* 1951年）[255]
- 12月28日 - 井坂善行、日本のジャーナリスト、政治家、元大阪府和泉市長（* 1955年）[256]
- 12月28日 - 由寧、日本のミュージシャン、逆しまな歯車を仮面が嗤う。メンバー（* 生年不明）[257]
- 12月29日 - 李徳華（中国語版）、中華人民共和国の都市計画学者（* 1924年）[258]
- 12月29日 - 渋谷道、日本の俳人（* 1926年）[259]
- 12月29日 - 狄剛、台湾・カトリック台北教区の名誉大司教（* 1928年）[260]
- 12月29日 - 王滸（中国語版）、中華人民共和国の教育者、元北京工業大学校長（* 1928年）[261]
- 12月29日 - 緑川潤、日本のバレエプロデューサー、演出家（* 1930年）[262]
- 12月29日 - マクシミリアン・アンドレアス・フォン・バーデン、ドイツの貴族、バーデン家当主（* 1933年）[263]
- 12月29日 - 松波喬介、日本の舞台演出家、元俳優（* 1936年）[264]
- 12月29日 - エドゥアルド・アルテミエフ、ロシアの作曲家（* 1937年）[265]
- 12月29日 - 早川篤雄、日本の僧侶（* 1939年）[266]
- 12月29日 - ヴァルガ・ヤーノシュ（ハンガリー語版）、ハンガリーの元アマチュアレスリング選手、1968年メキシコシティーオリンピックグレコローマン57kg級金メダリスト（* 1939年）[267]
- 12月29日 - ルッジェロ・デオダート、イタリアの映画監督（* 1939年）[268]
- 12月29日 - ペレ、ブラジルの元サッカー選手、元同国代表（* 1940年）[269]
- 12月29日 - ヴィヴィアン・ウエストウッド、イギリスのファッションデザイナー（* 1941年）[270]
- 12月29日 - 銭来忠（中国語版）、中華人民共和国の芸術家（* 1942年）[271]
- 12月29日 - エトカル・サヴィサール（英語版）、エストニアの政治家、第8代エストニア・ソビエト社会主義共和国首相、エストニア共和国首相代理、元タリン市長（* 1950年）[272]
- 12月29日 - 森川賢一、日本の陸上競技指導者、シスメックス女子陸上競技部監督（* 1958年）[273]
- 12月29日 - キーナン・ケイヒル（英語版）、アメリカ合衆国のYouTuber、インターネットセレブリティ（* 1995年）[274]
- 12月30日 - 朱鄭氏、中華人民共和国のスーパーセンテナリアン（* 1900年）[275]
- 12月30日 - 蹇先佛（中国語版）、中華人民共和国の政治家、元電力工業省（中国語版）副部長、蕭克夫人（* 1916年）[276]
- 12月30日 - 李済生（中国語版）、中華人民共和国の作家、巴金の弟（* 1917年）[277]
- 12月30日 - バーバラ・ウォルターズ、アメリカ合衆国のジャーナリスト、報道キャスター（* 1929年）[278]
- 12月30日 - 郭錫良（中国語版）、中華人民共和国の言語学者（* 1930年）[279]
- 12月30日 - 李景（中国語版）、中華人民共和国の元軍人、元人民解放軍海軍上将、曾任副総参謀長（* 1930年）[280]
- 12月30日 - 矢崎泰久、日本のジャーナリスト、元『話の特集』編集長（* 1933年）[281]
- 12月30日 - 山崎量子、日本のヴィオラ奏者、ヤマザキマリの母（* 1933年）[282]
- 12月30日 - 菅沼光弘、日本の評論家、元公安調査庁調査第二部長（* 1936年）[283]
- 12月30日 - 天野肇、日本の実業家、元天野実業（現アサヒグループ食品）社長（* 1939年）[284]
- 12月30日 - 石井昭男、日本の実業家、明石書店創業者・取締役顧問（* 1940年）[285]
- 12月30日 - ジョニー・パワーズ、カナダのプロレスラー、プロモーター、実業家（* 1943年）[286]
- 12月30日 - 鄭坤生（中国語版）、中華人民共和国の政治家、元新華社通信香港支社副社長、中央政府駐香港連絡弁公室副主任（* 1944年）[287]
- 12月30日 - 佐藤剛平、日本のプロゴルファー（* 1955年）[288]
- 12月30日 - オレクサンドル・マツィエウスキー、ウクライナの軍人（* 1980年）[289]
- 12月31日 - 福手豊丸、日本のセンテナリアン、岐阜県内最高齢男性（* 1915年）[290]
- 12月31日 - 郭貴勲、韓国の被爆者、韓国原爆被害者協会名誉会長（* 1924年）[291]
- 12月31日 - ベネディクト16世、ドイツのローマ・カトリック司教、第265代ローマ教皇（* 1927年）[292]
- 12月31日 - 時白林（中国語版）、中華人民共和国の黄梅戯作曲家（* 1927年）[293]
- 12月31日 - 王佛松（中国語版）、中華人民共和国の高分子化学者（* 1933年）[294]
- 12月31日 - ピエトロ・スパーダ、イタリアのピアニスト、音楽学者（* 1935年）[295]
- 12月31日 - 山崎一司、日本の民俗芸能研究家、元愛知県旧富山村教育長（* 1939年）[296]
- 12月31日 - 拉蘇栄（中国語版）、中華人民共和国のオルティンドー声楽家（* 1947年）[297]
- 12月31日 - アニタ・ポインター（英語版）、アメリカ合衆国の歌手、元ポインター・シスターズメンバー（* 1948年）[298]
- 12月31日 - 董宏猷（中国語版）、中華人民共和国の児童文学作家（* 1950年）[299]
- 12月31日 - キム・ジュンマン（朝鮮語版）、韓国の写真家（* 1954年）[300]
- 12月31日 - バリー・レーン（英語版）、イングランドのプロゴルファー（* 1960年）[301]
- 12月31日 - ジェレマイア・グリーン（英語版）、アメリカ合衆国のドラマー、モデスト・マウスメンバー（* 1977年）[302]

## 没日不明
- 12月中 - 千葉美裸、日本の女優、シンガーソングライター（* 1986年）[303]